# Homosexualité dans le christianisme

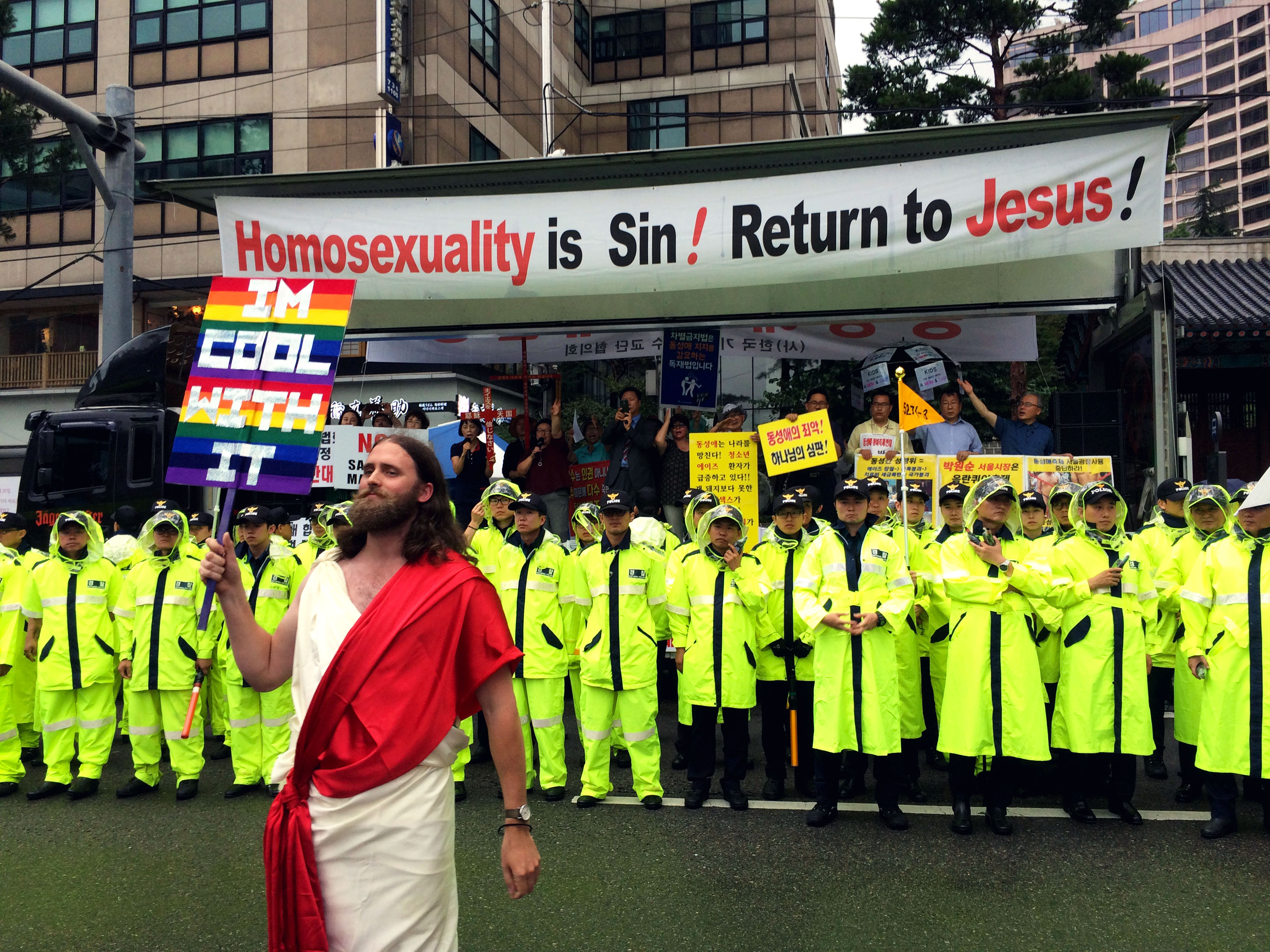
Manifestation contre l'homosexualité et contre-manifestant, Séoul, 2017

Pour un article plus général, voir Homosexualité dans les religions.
L'homosexualité telle que la perçoit le christianisme est un sujet controversé et largement débattu. L'homosexualité est rejetée par de nombreuses Églises chrétiennes en raison de plusieurs passages de la Bible, aussi bien dans le Premier que dans le Nouveau Testament. Ces textes, qui ont une portée générale, sont souvent interprétés par les théologiens de manière à ne concerner que des situations spécifiques. 
La formulation de directives morales fondées sur la Bible est une tâche dévolue à l'herméneutique et à l'éthique chrétienne. Pour cette dernière, des principes bibliques tels que l'amour et la fidélité du couple peuvent se révéler plus importants que les interdictions individuelles.
L'Église catholique, les Églises orthodoxes, certains courants conservateurs de la Communion anglicane et la plupart des communautés du christianisme évangélique voient les relations homosexuelles comme contraires à la volonté de Dieu. Cependant, même dans ce cas, l'une des règles fondamentales du christianisme est de faire la différence entre l'acte lui-même et celui qui en est l'auteur, autrement dit, selon la terminologie chrétienne, entre le « péché » et le « pécheur » : si le premier est interdit, le second n'a pas à être condamné.
Parallèlement, un nombre significatif d'Églises protestantes, surtout dans les pays occidentaux, ont une attitude de tolérance envers l'homosexualité, qu'elles ne considèrent pas comme un péché ; les unions homosexuelles y sont parfois assimilées au mariage de couples hétérosexuels, ou bien, sans aller jusqu'à une telle équivalence, ces Églises pratiquent des bénédictions religieuses pour les couples de même sexe.

## Origines
Le terme homosexualité n'apparaît qu'à la fin du XIXe siècle) mais l’Écriture montre ou évoque des relations homosexuelles.
Le Livre du Lévitique condamne les relations homosexuelles masculines, comme une remise en cause de l'alliance entre Dieu et les hommes, au même titre que l'adultère ou l'inceste.
Dans le Nouveau Testament, l'apôtre Paul décrit les actes homosexuels comme « contre nature » (Épître aux Romains), mais le terme est objet de controverses dans sa signification. Les exégètes et linguistes se disputent encore pour savoir qui sont les malakoi et les arsenokoitai, dont parlent Paul et le pseudo-Paul dans leurs épîtres (respectivement la Première épître aux Corinthiens et la Première épître à Timothée). Savoir s'il y a une condamnation des actes homosexuels en général ou seulement de la pédérastie et de la prostitution, dans les épîtres pauliennes et pseudo-pauliennes est difficile. Dans l'épître aux Romains, les relations homosexuelles sont condamnées.
Selon certains exégètes, plusieurs passages bibliques peuvent comporter un sous-texte homoérotique et présenter des personnages engagés dans une relation homosexuelle (David et Jonathan, Ruth et Naomi) ou étant homosexuels eux-mêmes (l'eunuque éthiopien),.

## Interprétations bibliques des Églises
Historiquement, en se fondant sur la Bible, les différentes Églises chrétiennes ont considéré l'homosexualité comme un péché contraire à la chasteté, à l'instar de la fornication,,. En empêchant la procréation, première des fins de l'union conjugale et donc sexuelle, les pratiques homosexuelles s'opposeraient ainsi directement à l'action créatrice de Dieu. D'autre part, le sujet de l'homosexualité est souvent débattu dans les Églises chrétiennes.

### Positions conservatrices
Dans la position conservatrice, la Bible considère clairement l'homosexualité comme un péché dans l'Ancien Testament et le Nouveau Testament. Le mariage est ainsi uniquement possible entre un homme et une femme.

#### Position fondamentaliste
Dans la position conservatrice fondamentaliste, les groupes les plus radicaux ont des activistes religieux impliqués dans des causes anti-homosexualité et des déclarations homophobes. Les homosexuels sont invités à devenir hétérosexuels, notamment après une thérapie de conversion, ou à sortir de l'Église. L'homosexualité et les homosexuels seraient ainsi une grave menace à combattre. Des organisations chrétiennes se sont spécialisées dans la thérapie de conversion, comme Exodus Global Alliance (en).

#### Position conservatrice modérée
Dans la position conservatrice modérée, l’homosexualité est un péché parmi d'autres qui doit être rejeté, mais les personnes homosexuelles ne doivent pas être jugées,. Les chrétiens se doivent d'aimer aussi les personnes homosexuelles.

### Choix laissé aux églises locales
Selon la position neutre, le choix de point de vue sur l'homosexualité et le mariage homosexuel est laissé à chaque église locale (congrégationalisme),.

### Position libérale
Selon la position la plus libérale, les condamnations de l'homosexualité dans l'Ancien Testament sont du registre de la loi, qui n'a plus cours pour les chrétiens. Ce serait tout à fait comparable aux injonctions très anciennes que les chrétiens n'ont plus à suivre et qui peuvent apparaître de nos jours fort antimodernes, comme l'interdiction de partager un repas entre Hébreux et Égyptiens, de manger du porc (ce qui persiste dans le judaïsme), de porter un vêtement comportant un mélange de laine et de soie, de couper sa barbe, d'avoir un rapport sexuel avec son épouse pendant ses règles, ou encore la permission spécifique pour les hommes veufs du remariage avec la sœur de la première épouse (sororat). Les condamnations de Paul dans le Nouveau Testament sont sur la pédophilie ou sur la pédérastie (rapports sexuels entre un homme adulte et un garçon adolescent), couramment pratiquée à l'époque, sans que le sexe des personnes n'importe peut-être même, car c'est sur l'écart d'âge et l'inégalité entretenue qu'un problème est relevé.

## Histoire
L'homosexualité, comme mise en œuvre d'actes homosexuels, est condamnée depuis les débuts de l'Église, tant chez la femme que chez l'homme, particulièrement la pénétration anale, mal vue même entre un homme et une femme. La sodomie est considérée comme dégradante, impure, violant l'ordre de la nature et offensant Dieu lui-même, son ordonnateur.
Au IVe siècle, Augustin d'Hippone a été le premier théologien à associer la tentative de viol de la part des habitants de Sodome sur deux anges en visite chez Loth, dans le Livre de la Genèse, à de l'homosexualité, condamnée en tant que telle. Selon lui, l'homosexualité (et non le viol, en tant que tel, commis sur des anges) serait le motif de destruction de la ville par Dieu. Le théologien a alors justifié cette condamnation par le fait que l'union sexuelle « naturelle » est celle qui permet la procréation. Parce qu'elle remet en cause le rôle des « genres » voulu par le Créateur, l'homosexualité doit être rejetée, tout comme les autres formes de sexualité non-procréatrices et peut-être encore davantage. Cette interprétation contraste avec l’explication du Livre d'Ézéchiel, chapitre 16, verset 49, qui explique seulement que Sodome a été détruite en raison de l'orgueil et de l'insouciance de sa population et parce que celle-ci n'avait pas secouru les pauvres et les malheureux,. L'interprétation d’Augustin d'Hippone va dans tous les cas avoir des effets majeurs dans la législation et la civilisation judéo-chrétiennes. Si l'homosexualité est déjà réprouvée et condamnée au Concile d'Ancyre (en) en 314, à partir du règne de l'empereur Théodose Ier, à la fin du IVe siècle l'homosexuel sera condamné au bûcher, conformément à une loi du 6 août 390 promulguée par Théodose, Valentinien II et Arcadius. Il s'agit ici d'une focalisation sur le masculin. Le lesbianisme peut être moins stigmatisé parce que tabou.

### Les autorités chrétiennes et l'homosexualité
Le modèle historique le plus communément accepté, sur la base des travaux de Kenneth Dover et de Michel Foucault, affirme que le concept d'homosexualité n'existe pas dans l'Antiquité : les relations sexuelles ne sont pas définies selon des critères biologiques (identité ou différence sexuelle des partenaires), mais selon des critères sociaux, à savoir l'adéquation entre l'usage d'autrui pour le plaisir charnel et sa place dans la structure sociale (esclave, citoyen, etc.). Cette théorie est contestée, essentiellement par l'historien et militant LGBT John Boswell. Selon lui, à l'apogée de l'Empire romain, la situation des homosexuels était assez favorable : « leurs contemporains ne regardaient pas leurs inclinations comme néfastes, bizarres, immorales ou dangereuses, de sorte qu'ils se trouvaient pleinement intégrés à la vie et à la civilisation romaine ». Il ajoute que « les mariages homosexuels (…) étaient chose courante et tout à fait légale dans les classes supérieures », mais il n'apporte pas de preuves convaincantes à l'appui de cette assertion. Ensuite, l'adoption du christianisme comme religion d'État, au cours du IVe siècle, fit, des pratiques homosexuelles, un crime. Selon Éric Stemmelen, « l'affirmation d'une haine maniaque à l'encontre de l'homosexualité sera, de tout temps, un trait caractéristique des autorités politiques et morales du christianisme ».

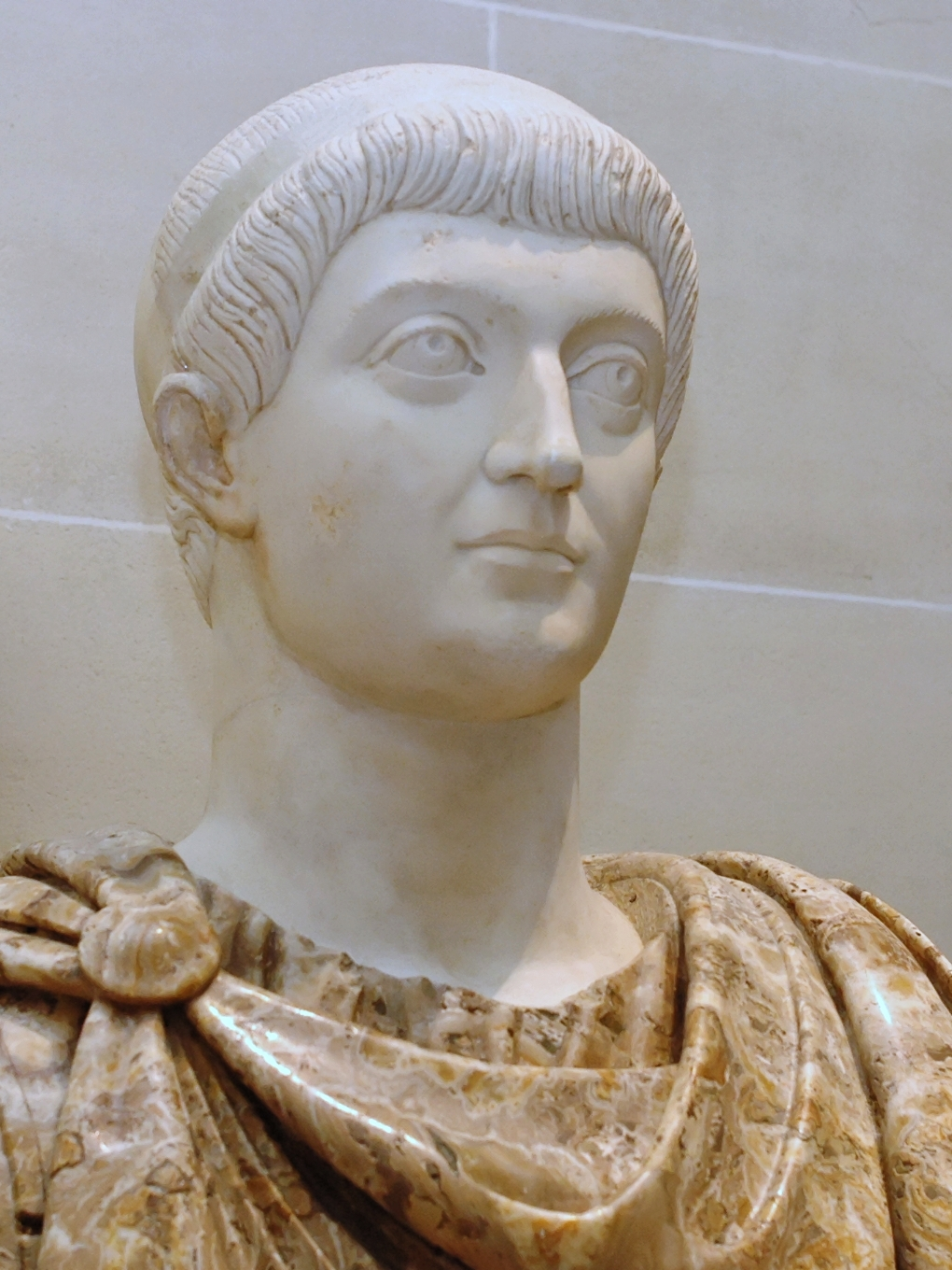
Buste de l'empereur romain Constant. Marbre, deuxième tiers du IVe siècle.

En effet, le 4 décembre 342, les empereurs romains Constantin II et Constant Ier décrétèrent, dans leur édit sur les adultères, la punition de tout homme, déclaré « infâme », qui se marierait en femme. Cette condamnation paraît contraster avec le fait que Constant Ier était lui-même notoirement homosexuel. Cet édit fut suivi par la loi du 14 mai 390 des empereurs Théodose Ier, Valentinien II et Arcadius, qui condamna les homosexuels passifs à la peine de mort par le feu, devant la plèbe réunie. Ce qui horrifie, dans ce texte, le législateur est le fait qu'un homme ait abandonné la jouissance du genre viril pour livrer son corps à la passivité féminine.
Plus tard, au VIe siècle de notre ère, jusque-là considérée comme un crime contre la dignité, l'homosexualité devint un crime contre l'ordre naturel créé par Dieu. En effet, en 538, l'empereur chrétien Justinien publia la première de ses Novellæ contre les personnes persévérant dans l'accomplissement d'actes homosexuels (ceux qui « commettent des [actes] contraires à la nature »), qu'il condamnait, en même temps que les blasphémateurs, à être arrêtés et soumis « aux derniers supplices ». Vers 542, en l'an 15 de son règne, Justinien ordonna de couper les parties génitales de deux évêques, Isaïe, évêque de Rhodes, et Alexandre, évêque de Diospolis, présents à Constantinople et, selon Michel le Syrien, « livrés à l'impureté sodomite ». Ils furent ensuite promenés par toute la ville, leurs membres amputés portés sur des lances. Justinien en profita pour établir « au nom de Dieu, la loi que quiconque serait surpris couché avec un mâle, aurait les parties viriles coupées ». Michel le Syrien ajoute, dans sa chronique que « la crainte régna par tout l'empire ». Le même empereur chrétien renouvela sa condamnation, le 15 mars 543, lors d'une grande épidémie de peste répandue sur Constantinople. Il introduisit, à cette occasion, les grands thèmes illustrant la condamnation de la sodomie, thèmes et justifications qui seront repris durant tout le temps de l'ère chrétienne : colère de Dieu manifestée par la destruction des villes de Sodome et Gomorrhe, nécessaires crainte de Dieu et respect de ses lois, caractère antinaturel des actes homosexuels, étrangers « aux animaux eux-mêmes », demande de pénitence, et menace des châtiments temporels et spirituels. La Lex Visigothorum (loi des Wisigoths, 644 apr. J.-C.), transposera plus tard, pour l'Espagne, l'émasculation des sodomites, en y ajoutant l'incarcération dans un cachot,.

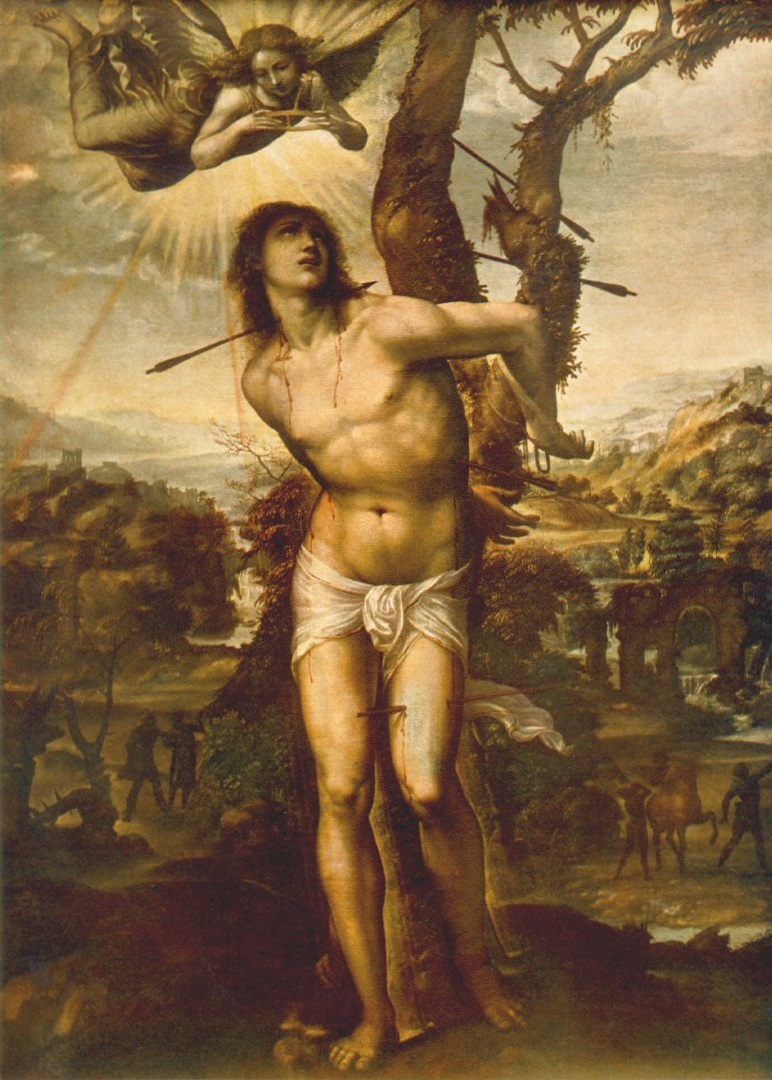
Sodoma (Giovanni Antonio Bazzi), Saint Sébastien, 1525, Florence, palazzo Pitti.

Historiquement, en Europe ce n'est qu'au XIe siècle que la notion de sodomia est instituée en droit canon par Pierre Damien, mais il s'agit d'un concept complexe qui englobe de manière générale tous les comportements sexuels ne visant pas à la procréation (donc aussi la masturbation ou la fellation, comme le mot anglais). Le sexe des impétrants n'est d'ailleurs pas précisé, et la ligne de faille se situe plus entre l'amour charnel au sens large et l'amour intellectuel, qu'entre une sexualité « naturelle » et une autre « contre nature » (notions bien plus tardives). Il faudra attendre les XIIIe et surtout XIVe et XVe siècles pour assister à une condamnation de la sodomie et des rapports homoérotiques en général par l’Église, en parallèle des débuts de la sacralisation du mariage et dans le cadre de la lutte contre toutes les formes de déviance : hérétiques, adultères, infidèles… Cependant, cette condamnation essentiellement morale ne déboucha que rarement sur une pénalisation active des pratiques, sauf dans les cas aggravés (viol, pédophilie, ou utilisation politique).
L'homosexualité, considérée en lien avec l'hérésie, fut combattue, notamment par l'Inquisition, sous le nom de bougrerie ; réciproquement, certains hérétiques, tels les cathares, furent accusés de bougrerie, sous le prétexte que leurs prêcheurs, de même sexe, circulaient deux par deux. Cependant, en dehors du contexte hérétique l'écrivain et journaliste Jean-Claude Guillebaud précise que le plus grand nombre des cas de condamnation pour sodomie ou pédérastie étaient en fait des cas de pédophilie.
En 1497, lors de l’épidémie de peste à Venise, le Conseil des Dix a qualifié la sodomie de crime le plus fou, de péché le plus infâme, de désir diabolique.
Cet engagement ne survivra pas à la Contre-Réforme, et l'influence de l'Antiquité sur l’Église renaissante aboutira pendant l'âge classique à une condamnation essentiellement formelle, et concentrée sur les cas très aggravés. Il faut attendre le XIXe siècle et la vague du « nouvel ordre moral » pour que l’Église reparte en croisade contre l'homosexualité, avec un zèle reposant toutefois plus sur l'initiative individuelle de certains prélats et évêques que sur un engagement massif du Vatican.
Cette tendance perdure au XXe siècle, même si des associations comme David et Jonathan militent à partir des années 1980 pour la reconnaissance des catholiques homosexuels.
Au XXIe siècle, l’Église catholique se trouve de nouveau dans une tendance plus ouverte à l'homosexualité, notamment sous l'influence du pape François, et la conférence des évêques de France considère qu'on peut « être homosexuel et « bon catholique » ».

### Une occurrence historique de bénédiction d'unions homosexuelles?
Il exista, toujours selon l'historien John Boswell, des rites religieux accompagnant l' άδελφοποιια, transcrit adelphopoiia (adoption comme frère ou sœur spirituel) dans l'Église latine jusqu'au XIIIe siècle et dans les Églises orientales plus tardivement encore. Boswell propose de nommer ces liens « unions de personnes de même sexe » et considère qu'il s'agit d'unions semblables au mariage, y compris sur le plan sexuel. Ces bénédictions de couples d'hommes et de femmes auraient été accomplies suivant le modèle des couples de saints comme Saint Serge et Saint Bacchus, pour les hommes. Plusieurs auteurs ont critiqué ces affirmations, y discernant des interprétations hâtives, orientées par le militantisme de Boswell. Ils soulignent le fait que tous les documents disponibles font état d'un lien spirituel et non charnel. L'historien Brent Shaw a ainsi accusé Boswell d'ignorer les études récentes sur le rite de l'adelphopoiia. Des assertions analogues ont été formulées au sujet des contrats et rites d'affrèrement en Occident.

### Une situation contemporaine contrastée
L'homosexualité reste en général un péché selon les différentes Églises chrétiennes. Quelques-unes adoptent depuis la fin du XXe siècle d'autres positions doctrinales quant à l'accueil des personnes homosexuelles.

## L'Église catholique
L'Église catholique établit une distinction entre les actes d'homosexualité, « intrinsèquement désordonnés » et « contraires à la loi naturelle », et la personne homosexuelle, qui, en tant qu'être humain restant justement extérieur dans son essence à ce comportement de révolte contre la nature véritable, « doit être accueillie avec respect, compassion et délicatesse ». L'Église catholique précise au sujet des individus ayant des sensibilités homoérotiques qu'il faut « éviter à leur égard toute marque de discrimination injuste », car leur homosexualité « constitue pour la plupart d’entre eux une épreuve ».

### Expression traditionnelle du Magistère

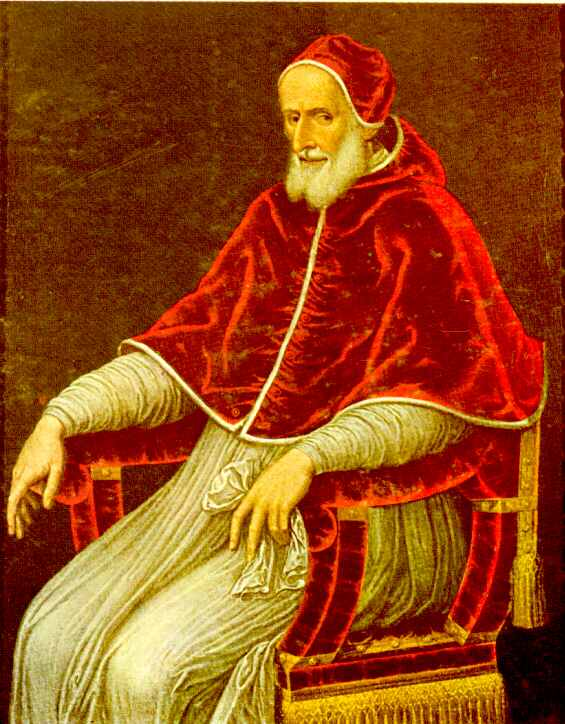
Le pape Pie V.

Le pape Léon X, dans la constitution Supernæ signée le 5 mai 1514, consacre un paragraphe particulier aux sodomites. Il réactualise ainsi les peines que ceux-ci encouraient déjà, tant en droit canonique qu'en droit civil : §. 35 : « Si quelqu'un, en vérité, tant laïc que clerc, est convaincu du crime à cause duquel la colère de Dieu vient sur les fils de la défiance, qu'il soit puni par les peines imposées respectivement par les sacrés canons ou le droit civil ».
Son successeur, le pape Pie V, publie deux constitutions où est évoqué le péché de sodomie. Son but principal est de permettre que les sodomites soient désormais livrés aux autorités séculières afin que leur soient appliquées les peines prévues par la loi civile, c'est-à-dire la peine de mort. La première constitution, Cum primum, signée le 1er avril 1566, contient un certain nombre d'« ordonnances concernant l'observance du culte divin dans les Églises et le respect des fêtes », mais également le renouvellement des condamnations prononcées contre les grands pécheurs : simoniaques, blasphémateurs, sodomites (porteurs de l' « l’exécrable vice du désir [déréglé] contre nature (libidinis naturæ contrariæ vitium », §. 1) et concubinaires. Au §. 11, le pape décrète la livraison aux autorités séculières de tout sodomite, clerc ou laïc : « si quelqu’un a commis le crime abominable contre nature, pour lequel la colère divine vient sur les fils de la défiance, qu'il soit livré à la Cour séculière pour être puni et s'il était clerc, qu'il soit soumis à la même peine après avoir été dégradé de tous les ordres ». La seconde constitution, dans le prolongement de la première, Horrendum illud scelus, signée en septembre 1568, concerne plus particulièrement les clercs et condamne ceux d'entre eux reconnus coupables de sodomie à être dégradés, déchargés de tout bénéfice ou office ecclésiastique et à être livrés à la puissance séculière afin qu'ils soient punis du même châtiment que celui des laïcs: « Cet effroyable crime à cause duquel des Villes souillées et avilies furent brûlées par le redoutable jugement de Dieu, Nous marque de la douleur la plus cruelle et remue si lourdement Notre âme, que nous consacrons toute notre attention, autant qu'il est possible, à l'arrêter. (…) §. 3. Nous privons, de par l'autorité du présent canon, tous les Prêtres, et quels qu'ils soient, et autres Clercs séculiers et réguliers, de quelque degré ou dignité qu'ils soient, pratiquant un crime si horrible, de tout privilège clérical, et de toute charge, dignité et bénéfice ecclésiastique. Ainsi, à la suite de cela, dégradés par le Juge Ecclésiastique, qu'ils soient livrés immédiatement à la puissance séculière, [et] qu’elle leur applique le même supplice, que celui concernant les laïcs ayant glissé en cette ruine, [et qui] se trouve être institué par les sanctions légales ».

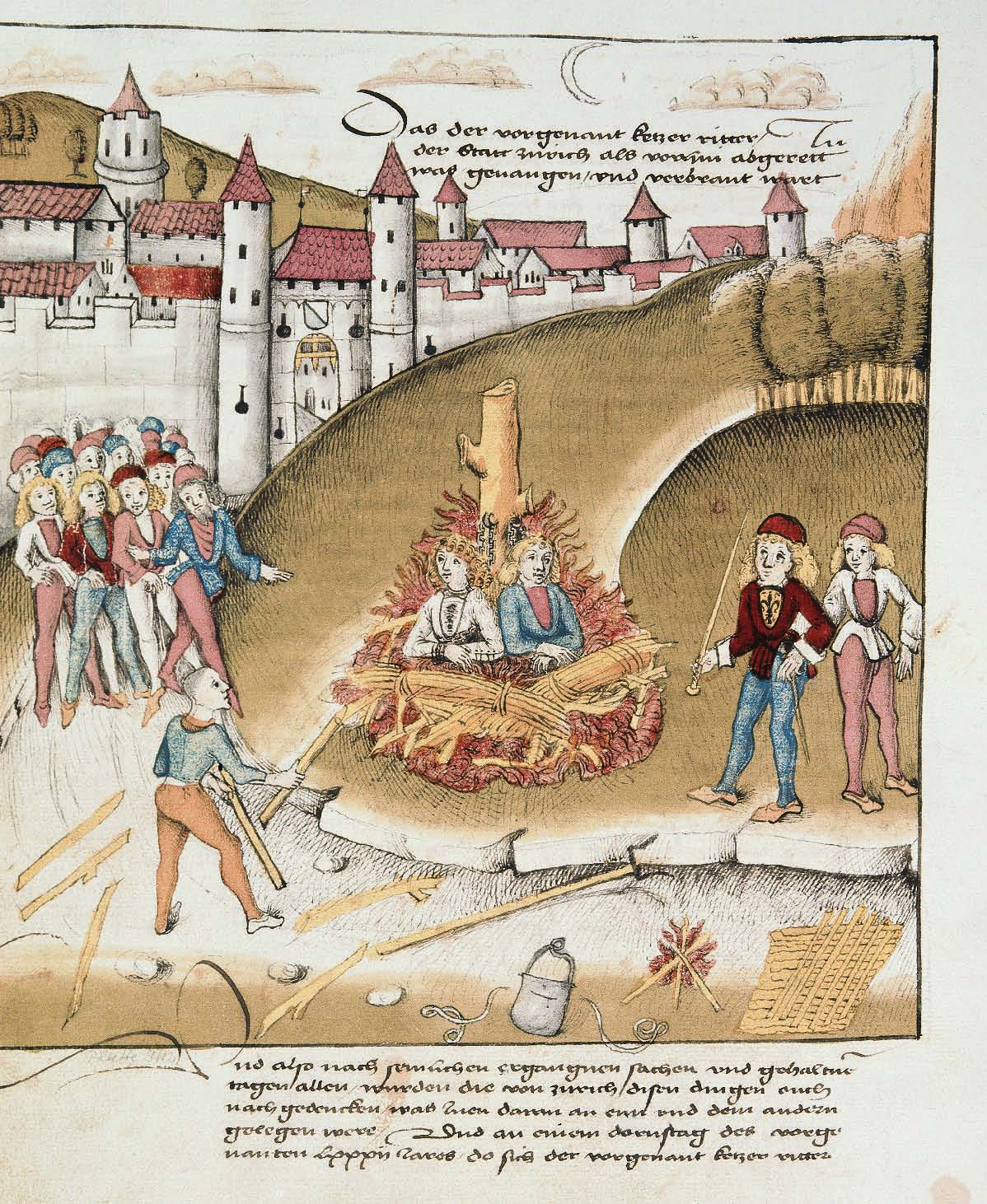
Bûcher du chevalier Hohenberg et de son valet, accusés de sodomie, devant Zürich, 1482.

Dans son commentaire de la constitution du pape Pie V, Horrendum illud scelus, le jurisconsulte et avocat lyonnais Pierre Matthieu résume la doctrine de l'Église catholique romaine de son temps (fin du XVIe siècle) au sujet du péché de sodomie. Il utilise l'ensemble des sources qui sont à sa disposition : Saintes Écritures chrétiennes, Codes civils romains, jurisconsultes divers, sentences rabbiniques, philosophes et théologiens, etc. Après avoir rappelé l'existence de la sodomie durant la longue Antiquité gréco-romaine et barbare, Pierre Matthieu affirme que l'enseignement du Christ a « révélé l'atrocité de ce forfait, l'a illuminé. Il a dorénavant procuré aux lois [en vigueur] chez tous les Chrétiens [le fait] que ceux qui ont été convaincus de ce désir [déréglé] repoussant soient appelés Sodomites, d'après [le nom de] Sodome et qu'ils soient soumis à l'atroce supplice du feu ». Pierre Matthieu développe ensuite les peines temporelles et spirituelles par lesquelles « les lois divines et humaines s'enflamment contre ce péché » : 1) l'infamie : « Y a-t-il, en effet, quelque chose de plus impudent, infâme et honteux que les Sodomites eux-mêmes [aux yeux de] Dieu et des hommes; ainsi les lois les nomment infâmes » ; 2) l'excommunication ; 3) la stérilité ; 4) la flagellation : « En effet à cause de telles fautes, les famines, les tremblements de terre et les peste ont eu lieu » ; 5) le mépris : « le Sodomite est dédaigné continuement par Dieu comme [étant] très mauvais si bien que l'homme n'est pas de plus grande mais de moindre valeur que la bête » ; 6) la séparation d'avec l'épouse ; 7) la peine de mort, tant pour l'actif que le passif, selon le droit civil (inspiré par la doctrine chrétienne), par le fer (le glaive, instrument de la décollation) et le feu ; et enfin 8) la damnation éternelle « sans que la grâce et la miséricorde ne se manifestent [jamais] ».
La formulation traditionnelle de la doctrine catholique en matière de morale sexuelle se concentre surtout sur le caractère peccamineux de certains actes. Les manuels de théologie morale catholique distinguaient le péché de sodomie selon deux modalités : la sodomie parfaite, pour une relation entre deux personnes de même sexe, au sens le plus large (surtout entre hommes), et la sodomie imparfaite, pour le coït de deux personnes de sexes opposés dans une partie du corps autre que le sexe féminin (vas indebitus, « vase indu »), au sens large, y compris la fellation. Ce péché contre nature est présenté dans le cadre plus large des péchés de luxure ou péchés d'impureté consommée.
Toujours du point de vue de la doctrine traditionnelle, le catéchisme de Pie X de 1905 classe le péché de sodomie parmi les « quatre péchés dont on dit qu’ils crient vengeance devant la face de Dieu » : 1. l’homicide volontaire ; 2. le péché impur contre l’ordre de la nature ; 3. l’oppression des pauvres ; 4. le refus du salaire aux ouvriers. « On dit que ces péchés crient vengeance devant la face de Dieu, parce que l’Esprit Saint le dit, et parce que leur iniquité est si grave et si manifeste qu’elle provoque Dieu à les punir des plus sévères châtiments ».
Dans son instruction Crimen sollicitationis du 16 mars 1962, le Saint Office, actuelle Congrégation pour la doctrine de la foi, établit la procédure à suivre dans les cas où des clercs seraient accusés d'avoir utilisé la confession sacramentelle pour faire des avances sexuelles à des fidèles pénitents. Elle consacre un titre, le 5e, « De crimine pessimo », au « crime le plus grave », défini comme n'importe quel fait externe obscène, gravement peccamineux, perpétré ou attenté de quelque manière que ce soit par un clerc sur une personne adulte de son propre sexe (§. 71). L'instruction demande de suivre pour ce crime les mêmes procédures que pour les cas de pédophilie ou zoophilie.

### Modération
Cependant, l'expression doctrinale de l'Église catholique a évolué depuis le milieu des années 1970. Ainsi le Catéchisme de l'Église catholique, publié sous le pontificat du pape Jean-Paul II en 1992, note que les personnes homosexuelles doivent être « accueillies avec respect, compassion et délicatesse ». En revanche, les actes homosexuels sont considérés comme « contraires à la loi naturelle ». Ils « ferment l’acte sexuel au don de la vie », « ne procèdent pas d’une complémentarité affective et sexuelle véritable ». Il est cependant demandé aux fidèles catholiques d'éviter « toute marque de discrimination injuste » envers les personnes homosexuelles. Les personnes présentant des tendances homosexuelles foncières sont appelés elles aussi à réaliser la volonté de Dieu pour atteindre la « perfection chrétienne ». Estimant que cela constitue pour elles une épreuve, le catéchisme détaille ce que ces tendances impliquent : la chasteté, qui inclut, dans le cadre du célibat, la continence, par le moyen de la maîtrise de soi, par l'union de leurs difficultés « au sacrifice de la Croix », le soutien éventuel d' une « amitié désintéressée », la prière et la grâce des sacrements.
La distinction qu'établit le Magistère de l'Église catholique entre les actes homosexuels et les personnes homosexuelles est exposée dans la déclaration de la Congrégation pour la doctrine de la foi Persona Humana. Sur certaines questions d'éthique sexuelle, signée par le cardinal Franjo Šeper, et datée du 29 décembre 1975 :

« Selon l'ordre moral objectif, les relations homosexuelles sont des actes dépourvus de leur règle essentielle et indispensable. Elles sont condamnées dans la Sainte Écriture, comme de graves dépravations et présentées même comme la triste conséquence d'un refus de Dieu. Ce jugement de l'Écriture ne permet pas de conclure que tous ceux qui souffrent de cette anomalie en sont personnellement responsables, mais il atteste que les actes d'homosexualité sont intrinsèquement désordonnés et qu'ils ne peuvent en aucun cas recevoir quelque approbation. »

Comme tous les autres baptisés de son Église, le fidèle catholique est appelé à la chasteté. Toujours selon le catéchisme, la chasteté est une vertu morale, mais aussi une grâce, un don de Dieu. Elle est « l’intégration réussie de la sexualité dans la personne et par là l’unité intérieure de l’homme dans son être corporel et spirituel ». C'est pourquoi tout fidèle catholique doit vivre selon la chasteté dans son état de vie particulier : célibat, célibat consacré, vie religieuse, mariage. Les fiancés chastes sont appelés à la continence sexuelle. La fornication, « union charnelle en dehors du mariage entre un homme et une femme libres » est considérée comme une offense à la chasteté. Il faut donc conclure que toute personne non liée par le sacrement du mariage doit vivre, s'il veut être chaste, dans la continence sexuelle. Cela est valable, tout naturellement, pour les personnes homosexuelles qui ne peuvent se marier sacramentellement, sinon avec des personnes de l'autre sexe.

### Interventions de la Congrégation pour la doctrine de la foi
Dans le document Homosexualitas Problema ou Lettre aux évêques de l'Église catholique sur la pastorale des personnes homosexuelles qu'il a signé le 1er octobre 1986 en tant que préfet de la Congrégation pour la doctrine de la foi, le cardinal Ratzinger, futur pape Benoît XVI, présente une mise au point doctrinale sur le thème de l'homosexualité. Il rappelle la doctrine morale de l'Église catholique romaine « fondée sur la raison humaine illuminée par la foi et guidée consciemment par l'intention de faire la volonté de Dieu, notre Père ». Si, après la déclaration de décembre 1975, « la condition homosexuelle a donné lieu à des interprétations excessivement bienveillantes, certaines allant jusqu'à la qualifier d'indifférente ou même de bonne », la lettre rappelle que « bien qu'elle ne soit pas en elle-même un péché, l'inclination particulière de la personne homosexuelle constitue néanmoins une tendance, plus ou moins forte, vers un comportement intrinsèquement mauvais du point de vue moral. C'est la raison pour laquelle l'inclination elle-même doit être considérée comme objectivement désordonnée ». La pastorale des évêques devra s'assurer que les homosexuels « ne [sont] pas enclins à croire que l'actualisation de cette tendance dans les relations homosexuelles est une option moralement acceptable ».
La lettre dénonce les tentatives au sein même de l'Église catholique de « réunir sous l'égide du catholicisme des personnes homosexuelles qui n'ont aucune intention d'abandonner leur comportement homosexuel » et au sein de la société civile, de manipuler « l'Église pour obtenir le soutien, souvent bien intentionné, de ses pasteurs en faveur d'un changement des normes de la législation civile ». Elle condamne le fait que « les personnes homosexuelles aient été et soient encore l'objet d'expressions malveillantes et de gestes violents ». Mais l'Église « maintient (…) fermement à ce sujet sa position claire, qui ne peut être modifiée sous la pression de la législation civile ou de la mode du moment ». Elle affirme que « l'opinion selon laquelle l'homosexualité serait équivalente à l'expression sexuelle de l'amour conjugal ou aussi acceptable qu'elle, a un impact direct sur la conception que la société a de la nature et des droits de la famille, et met ceux-ci sérieusement en danger ». Finalement, la lettre demande que soit retiré « tout appui à des organismes qui cherchent à saper la doctrine de l'Église, qui ont une position ambiguë à son égard ou qui la négligent complètement ».
Le 24 juillet 1992, un nouveau document est publié par la Congrégation pour la doctrine de la foi, sous la signature du même cardinal Joseph Ratzinger : Some considerations concerning the response to legislative proposals on the non-discrimination of homosexual persons, « Considérations sur la réponse [à apporter] aux propositions législatives de non-discrimination des personnes homosexuelles », à l'adresse des évêques catholiques américains. Cette lettre affirme que « l'orientation sexuelle ne constitue pas une qualité comparable à la race, l'ethnie, etc. » Elle est bien plutôt « un désordre objectif et constitue une question morale ». De plus, la qualité qu'est l'orientation sexuelle n'est connue de tous que si la personne concernée s'identifie elle-même ou manifeste son orientation par un comportement explicite.
Enfin, le 3 juin 2003, la Congrégation pour la doctrine de la foi, avec la signature du même cardinal, publie un dernier document, Considérations à propos des projets de reconnaissance juridique des unions entre personnes homosexuelles dans lequel elle affirme que « le bien commun exige que les lois reconnaissent, favorisent et protègent l'union matrimoniale comme base de la famille, cellule primordiale de la société. Reconnaître légalement les unions homosexuelles ou les assimiler au mariage, signifierait non seulement approuver un comportement déviant, et par conséquent en faire un modèle dans la société actuelle, mais aussi masquer des valeurs fondamentales qui appartiennent au patrimoine commun de l’humanité ». Il s'agit de s'opposer à cette politique, par des considérations morales qui relèvent de plusieurs ordres : l'ordre de la droite raison, l'ordre biologique et anthropologique, l'ordre social et l'ordre juridique.

### Interventions de prélats catholiques
En novembre 2005, sur le canal radiophonique de Radio Vatican, à l'occasion de la sortie du document de la Congrégation pour l'éducation catholique refusant l'ordination des prêtres jugés homosexuels, le cardinal Zenon Grocholewski déclara : « Beaucoup de gens défendent l'idée selon laquelle l'homosexualité serait une condition normale de la personne humaine. Au contraire, elle contredit absolument l'anthropologie humaine et la loi naturelle ».
En complément, dans L'Osservatore Romano, quotidien du Saint-Siège, Tony Anatrella, qui participa lui-même à la rédaction du document sur la non-ordination de prêtres homosexuels, jugea l'homosexualité « comme [étant] un inachèvement et une immaturité foncière de la sexualité humaine (…) Elle pourrait même être perçue comme une réalité déstabilisante pour les personnes et pour la société ». Selon lui, « les prêtres gais ont tendance à détourner leur fonction «à des fins narcissiques », « ils sont dans la séduction » et « ont de sérieuses difficultés pour se situer institutionnellement dans la coopération avec les autres ».
Concernant la question de l'homoparentalité, l'Église catholique rappelle, selon Jean-Louis Bruguès, évêque d’Angers, mandaté, pour la France, en 2006 pour mener une réflexion sur les différences structurantes de la société, qu'on « ne peut oublier la question douloureuse de la filiation de l’enfant et, par voie de conséquence, son droit à être reconnu et élevé par des parents de sexes différents ». « Il nous paraît dangereux que la société organise un déni, en laissant croire que des enfants pourraient avoir des personnes de même sexe pour parents naturels. L’humain est issu de la différence, à commencer par la différence des sexes ». Michel Dubost, évêque d’Évry-Corbeil-Essonnes, avait d'ailleurs affirmé, en juin 2006, qu'« il s’agit de savoir ce qui est essentiel pour le bonheur de l’humanité, et pour celui des enfants en particulier. (…) il n’y aura jamais de droit « à » l’enfant, seulement des droits « de » l’enfant. Et parmi ces droits, ceux d’avoir une histoire inscrite dans une généalogie, de savoir qui est son père et sa mère, d’avoir accès à l’un comme à l’autre… Aujourd’hui, en privilégiant la liberté des parents, on aboutit à une grande fragilité pour l’enfant ». D'autres prélats tiennent des propos analogues comme l'évêque de Namur André Léonard.
Certains évêques, comme le prévoient les règles de l'Église catholique, refusent le sacrement de l'eucharistie aux hommes politiques catholiques qui défendent des positions contraires à la doctrine de leur Église sur la question de l'avortement. Le cardinal Alfonso López Trujillo a suggéré de tenir une ligne analogue pour d'autres questions, notamment la législation sur les couples de même sexe.
Il arrive que les propos de certains prélats connaissent une exposition médiatique particulière. C'est ainsi que lors de la nomination d'André Léonard au siège archiépiscopal de Malines-Bruxelles, de nombreux journaux reprennent les propos qu'il avait tenus comme évêque de Namur, considérant la glorification de l'homosexualité comme le signe d'une régression morale et appelant les chrétiens qui ne peuvent dépasser leur homosexualité à vivre dans la chasteté. Invité en janvier 2010 à développer ses idées sur le plateau de l'émission Controverses, André Léonard propose de comparer l'homosexualité à l'anorexie : « L'anorexie est un développement qui n'entre pas dans la logique de l'appétit, mais je ne dirai jamais que les anorexiques sont des anormaux ».
Le cardinal Tarcisio Bertone, secrétaire d'État du pape Benoît XVI, déclare le 12 avril 2010 : « De nombreux psychologues et psychiatres ont démontré qu'il n'y avait aucun lien entre le célibat et la pédophilie et beaucoup d'autres, m'a-t-on dit récemment, qu'il y avait une relation entre l'homosexualité et la pédophilie. (…) Cette pathologie touche toutes les catégories de gens, et les prêtres à un moindre degré si l'on regarde les pourcentages ». Deux jours plus tard, le 14 avril 2010, le directeur de la salle de presse du Vatican Federico Lombardi assure que le cardinal Bertone se « référait évidemment au problème des abus commis au sein du clergé et non à ceux commis dans l'ensemble de la population. (…) les autorités ecclésiastiques ne jugent pas de leur compétence de faire des affirmations psychologiques ou médicales, qui relèvent des études des spécialistes et des recherches en cours sur le sujet ». Le père Lombardi ajoute qu'une étude statistique du Vatican, publiée en mars 2010, sur « les abus de mineurs par des prêtres auxquels la Congrégation pour la doctrine de la foi a été confrontée ces dernières années », établit une distinction entre les « cas de pédophilie au sens strict » (10 % des cas) et les « cas qu'il faut plutôt définir comme relevant de l'éphébophilie ». Sur ces cas qui représentent 90 % du total, 60 % se réfèreraient à des individus de même sexe et 30 % à des rapports de caractère hétérosexuel. Enfin, toujours au mois d'avril 2010, Richard Fitzgibbons, expert psychiatre spécialiste dans le traitement des prêtres ayant commis des abus contre les enfants, déclara que le Secrétaire d'État avait eu raison de lier la pédophilie et l'homosexualité. « Les déclarations du cardinal Bertone s'appuient entièrement sur le John Jay report et l'expérience clinique. En fait, tous les prêtres que j'ai traités et qui étaient impliqués dans des relations sexuelles avec des mineurs, ont aussi été les acteurs, dans le passé, de relations homosexuelles adultes ».

### Évolutions
La façon qu'a l'Église catholique de considérer l'homosexualité tend à évoluer au début du XXIe siècle, au moins dans l'insistance sur l'accueil des personnes au sein de l'Église. Insensiblement, des prises de positions importantes s’écartent du discours intransigeant de la Congrégation pour la doctrine de la foi de 2003. On note aujourd'hui une très grande diversité de positionnement et de formulation parmi les hauts dignitaires de l'Église catholique.
Après l'élection du pape François, les déclarations de différents prélats proches du Vatican montrent une inflexion sur ces questions, bien que l'aile conservatrice de l'Église catholique reste sur une ligne stricte à ce sujet. Ainsi Piero Marini, cérémoniaire de Jean-Paul II et Benoît XVI et chargé de la coordination des congrès eucharistiques explique en avril 2013 qu’« il est nécessaire de reconnaître les unions des personnes de même sexe ; il y a beaucoup de couples qui souffrent parce que leurs droits civils ne sont pas reconnus. Ce qu’on ne peut pas reconnaître, c’est que ces couples soient mariés ». Peu avant, Vincenzo Paglia, président du Conseil pontifical pour la famille estime que les législations homophobes doivent être combattues par l'Église catholique, soulignant qu'« il y a des droits individuels à garantir. Il faut chercher des solutions dans le droit privé et dans le domaine patrimonial (…) la politique doit, sereinement, s’en occuper. Certains ne veulent rien changer. Moi, je pense qu’il faut trouver de nouvelles voies pour arriver à une solution. Tous les hommes sont égaux parce qu’ils ont le signe de Dieu ». L'archevêque de Vienne, le cardinal Christoph Schönborn, explique que « [les homosexuels] ont besoin de respect, et même de protection dans le cadre de la loi civile » tandis que l'archevêque émérite de Belgique Godfried Danneels explique en mai 2013 que « l’Église ne s’est jamais opposée au fait qu’il existe une sorte de « mariage » entre les homosexuels. Si un État ouvre le mariage civil aux homosexuels, alors c’est le problème de cet État » précisant cependant qu'« il ne s’agit pas du vrai mariage entre un homme et une femme, donc il faut trouver un autre mot pour le dictionnaire ».
En juillet 2013, le pape François - dans un geste décrit comme « d'ouverture sans précédent » - évoque en juillet 2013 la volonté de l'institution d'accepter les fidèles homosexuels : de retour d'un voyage pastoral au Brésil, il affirme que les homosexuels ne devraient pas être marginalisés, questionnant « si une personne est homosexuelle et cherche le Seigneur, fait preuve de bonne volonté, qui suis-je pour la juger ? ». Le pape rappelle alors que « les enseignements, tant dogmatiques que moraux, ne sont pas tous équivalents » et appelle à « trouver un nouvel équilibre, autrement l’édifice moral de l’Église risque lui aussi de s’écrouler comme un château de cartes, de perdre la fraîcheur et le parfum de l’Évangile ».
Concernant l'union des personnes de même sexe, il rappelle que le mariage est « l’union d’un homme et d’une femme », lui qui avait considéré, comme archevêque de Buenos Aires (Argentine), que l'union civile était un « moindre mal ».
En mai 2014, la Conférence nationale des évêques du Brésil, au travers de son secrétaire général Leonardo Ulrich Steiner, s'exprimant sur l'union civile des personnes du même sexe proposée par le pouvoir législatif du premier pays catholique au monde explique qu'« il faut dialoguer sur les droits de vie commune entre les personnes du même sexe, qui décident de vivre ensemble. Elles ont besoin d'un soutien légal de la société », marquant une évolution du point de vue de l'institution catholique brésilienne qui y était opposée un an auparavant.
En 2018, l'évêque allemand Franz-Josef Bode et le cardinal allemand Reinhard Marx déclarent dans des interviews que la bénédiction des unions homosexuelles est possible dans les églises catholiques en Allemagne,,.
En 2021, la Congrégation pour la doctrine de la foi précise que les unions civiles de même sexe ne peuvent pas être bénies.
En septembre 2021, le pape François confirme son soutien aux unions civiles pour les couples de même sexe.
Le 11 mars 2023, le Chemin synodal, avec le soutien de plus de 80 % des évêques catholiques allemands, a permis des cérémonies de bénédiction liturgique pour les unions homosexuelles dans les 27 diocèses,,. Une décision similaire avait été prise quelques mois plus tôt par les évêques flamands de la Conférence épiscopale de Belgique. Ces deux décisions ont reçu une ferme condamnation du Saint-Siège : le cardinal Pietro Parolin a déclaré que les évêques allemands n'avaient aucune autorité sur la question et le cardinal Wim Eijk a exhorté les évêques flamands à retirer leur décision,.
Le 18 décembre 2023, le Saint-Siège publie la déclaration pontificale Fiducia supplicans, par laquelle elle permet « de bénir les couples en situation irrégulière et les couples de même sexe, sous une forme qui ne doit pas être fixée rituellement par les autorités ecclésiales, afin de ne pas créer de confusion avec la bénédiction propre au sacrement du mariage ».

### Interventions de théologiens catholiques
Le jésuite américain John MacNeill (en) publie en 1976 The Church and the Homosexual. Il souligne que, chez certaines personnes, l’homosexualité devient dominante sans qu’ils en soient responsables. Pour lui, l’homosexuel existe grâce à la volonté divine et doit donc participer à la construction de la société, il peut aussi enseigner la valeur des relations interpersonnelles en dehors de la procréation. Le théologien soutient encore que deux homosexuels sont parfaitement capables de vivre un amour réel dans une relation stable, situation qui les rapproche de Dieu. En conclusion, il tient que la constitution de communautés croyantes d’homosexuels qui cherchent à établir un dialogue avec l’Église doit être reconnue comme l'œuvre de Dieu. Ces thèses s'opposant directement à la doctrine traditionnelle, la Congrégation pour la doctrine de la foi demande deux ans plus tard, au supérieur général de la Compagnie de Jésus, Pedro Arrupe de retirer l’imprimatur accordé à la première édition et d’interdire à John MacNeill de faire des tournées de conférences sur la question de l’homosexualité, ou des tournées destinées à faire connaître son livre.
Le 4 février 2011, plus de 190 théologiens catholiques germanophones ont publié un mémorandum proposant un certain nombre de réformes pour l'Église catholique ; leur déclaration a été aussi signée par 71 théologiens de pays non-germanophones. Le paragraphe sur la Liberté de conscience, tout en reconnaissant la légitimité de l'attachement traditionnel au mariage et au célibat consacré, propose une vision positive de l'homosexualité, en invitant à ne pas exclure ceux qui « vivent de manière responsable l'amour, la fidélité et l’attention réciproque au sein d’un couple de même sexe […] ».

### La question de l'ordination des prêtres catholiques homosexuels
Le 4 novembre 2005, est paru un document de la Congrégation pour l'éducation catholique et intitulé Instruction de la Congrégation pour l'éducation catholique sur les critères de discernement vocationnel au sujet des personnes présentant des tendances homosexuelles en vue de l'admission au séminaire et aux Ordres sacrés. Cette instruction recommande de refuser l'ordination non seulement aux séminaristes ayant des pratiques homosexuelles, mais également à ceux qui présentent « des tendances homosexuelles profondément enracinées » ou qui, simplement, soutiennent « la culture gay ». L'instruction demande, par conséquent, une période de deux ans de conduite « sans défaillance » en vue d'éprouver la réalité et la permanence de l'engagement au célibat, qui sera pris pour toujours. Elle est applicable en général à tous les séminaristes. Elle est rappelée, ici, dans le cas des personnes ayant eu des pratiques homosexuelles mais sans présenter de tendances homosexuelles profondes, de même qu'elle concerne également les séminaristes ayant précédemment vécu une période de concubinage. Cette décision a été prise dans le programme de lutte contre la pédophilie, ce qui a parfois été dénoncé comme un amalgame.

### Positions conservatrices
En 2014, la Conférence des évêques catholiques du Nigeria a soutenu la loi « antigai » qui punit les unions homosexuelles de prison et le soutien à des organisations gays par une lettre de remerciement au président Goodluck Ebele Jonathan en soulignant une « décision courageuse et sage et prions pour que Dieu continue de vous bénir, de vous guider et de vous protéger, vous et votre administration, contre la conspiration du monde (…) ».

### L'opposition relative de l'Église catholique à l'homophobie
L'Église catholique est opposée à toute forme de condamnation de personnes en raison de leur homosexualité. En Ouganda, par exemple, Cyprian Lwanga s'est publiquement opposé au nouveau projet de loi punissant de mort l'homosexualité. C'est également la position défendue par le Saint-Siège, comme l'a rappelé Vincenzo Paglia début 2013. En 2014, le Vatican s'est opposé à la loi anti-homosexualité votée en 2014 en Ouganda.

### Des organisations homosexuelles d'origine catholique

#### Devenir Un En Christ
L'association « Devenir Un En Christ » a été créée le 4 juin 1986 à la préfecture de Seine-et-Marne (France), en s'inspirant de l’idée d’un groupe de personnes, dont Michel et Marie-Françoise Jamet, un couple chrétien marié traversant des difficultés liées à l’homosexualité. L’association a tenu sa première assemblée générale à l’évêché de Melun le 23 juin 1986. Depuis lors l’association n’a cessé de se développer, proposant des activités telles des groupes de partage, des enseignements, des rencontres fraternelles et des célébrations catholiques (messes, prière, retraites) en France, en Belgique ou au Canada. Elle a les statuts d’une association de type Loi 1901. L’association ne reçoit aucun mandat explicite de l'épiscopat français mais est acceptée et accueillie par des monastères catholiques (par exemple les abbayes de Tamié, Solesmes, Cerfroid, En-Calcat) et soutenue par de nombreux évêques (tels Michel Santier et Alain Planet) et de très nombreux prêtres et religieux catholiques. Certains d'entre eux accompagnent les membres de l'association dans des groupes de partages et réflexions liés à l'homosexualité dans leur foi chrétienne.
DUEC est devenue association de référence, en France, permettant de mettre en lien les gays ou lesbiennes et l’Église. En 2017, le pasteur Stéphane Lavignotte indique qu'elle pratiquait les thérapies de conversion une quinzaine d'années plus tôt, mais qu'elle s'est spécialisée depuis dans l'accueil de personnes LGBT chrétiennes, ainsi que de leurs proches, notamment leurs parents et leurs conjointes ou conjoints hétérosexuels. L'association « Devenir Un En Christ » se donne pour but d'offrir une réflexion et proposer un cheminement chrétien à toute personne concernée de près ou de loin par l'homosexualité. Selon le site Internet de l’association, il s’agit d’accueillir et d’aider, mais pas de décider à la place des personnes leur manière de vivre leur homosexualité. L'association évite tout militantisme et se situe au sein de l'Église catholique. Certains médias catholiques français ont décrit son action, ainsi l'émission Le Jour du Seigneur ou encore le magazine La Vie. Certains diocèses collaborent avec l'association « Devenir Un En Christ » dans leur pastorale familiale, tel le diocèse d'Annecy qui a ouvert en 2013 une « Maison de la Famille » où l'association participe.
DUEC est une association d'intérêt général. Elle se veut une association d'accueil, d'échanges, de partages et de convivialité ou chacun-e est accueilli pour cheminer quel que soit son mode de vie et sa situation affective.

#### Réflexion et Partage
Ce groupe de réflexion réuni dans le diocèse de Nantes propose des groupes de partage et a notamment publié la brochure Orientation sexuelle et vie chrétienne. Un des animateurs, Claude Besson, ancien moine cistercien et militant du CCFD, a publié en 2012 un ouvrage qui puise dans l'expérience de ce groupe.

#### Catholics for equality
En 2010, l'organisation "Catholics for equality" favorable au mariage entre personnes de même sexe a été fondée aux États-Unis.

## L'Église vieille-catholique
L'Église vieille-catholique défend des positions plus libérales que l'Église catholique et accepte les bénédictions de couples homosexuels. En 1996 l'Église vieille-catholique hollandaise déclara qu'une bénédiction des relations entre personnes de même sexe était possible, mais sans encore accorder le droit de se marier. En effet, le mariage est, selon les vieux-catholiques, un sacrement. Mais dès 2002, un rapport de cette même église conseilla d'engager les discussions au sujet du mariage. Lors de son synode national de 2006, l'Église catholique-chrétienne, branche suisse de l'Église vieille-catholique, rappela que « la préférence sexuelle d’un être humain et sa façon de la vivre dans une perspective chrétienne ne peut être en soi un critère déterminant » pour l’exercice d’un ministère dans l’Église, mais souligna, cependant, l’importance d’une certaine intelligence pastorale dans l’engagement de membre du clergé vivant en partenariat homosexuel. D'autre part, la bénédiction des couples homosexuels qui n'est, pour cette Église suisse, ni un sacrement ni un mariage religieux, consiste en une prière prononcée soit dans une célébration à part entière, à l’église ou dans un contexte privé (par exemple, dans l’appartement du couple), soit au cours d’une eucharistie paroissiale.

## Les Églises orthodoxes
Le patriarche orthodoxe de Moscou et de toute la Russie Alexis II déclara devant l'assemblée du Conseil de l'Europe, en octobre 2007, que « l'Église orthodoxe russe éprouve amour et compassion pour le pécheur mais pas pour ses péchés. Tel est l'enseignement moral de la Bible. Le péché, c'est l'adultère, l'infidélité, des relations sexuelles irresponsables et tous les actes qui altèrent la conscience de l'homme. (…) Si certains se livrent à une propagande en faveur de l'homosexualité, il est du devoir de l'Église de dire où est le Bien car l'homosexualité est une maladie qui modifie la personnalité de l'homme. Ce n'est donc pas l'une de ces pathologies dont on peut parler avec détachement comme de la kleptomanie par exemple. (…) Ces convictions ne doivent conduire à aucune discrimination ». Son successeur, le patriarche Cyrille Ier, à l'occasion d'un voyage en Ukraine, en juillet 2010, exprima partager la vision du pape Benoît XVI sur de nombreuses questions actuelles, spécialement les questions morales et ecclésiales. Concernant l'homosexualité, il nota que « la Parole de Dieu est déformée afin de correspondre au critère laïciste libéral. Il est écrit très clairement qu'il s'agit d'un péché ».
Le 17 mars 2008, les 13 membres du comité permanent de l'Église de Grèce déclarèrent que la proposition de loi d'union matrimoniale civile, envisagée par le gouvernement grec, serait une « bombe catastrophique » logée dans les fondements même de la société grecque, minant le mariage et la vie de famille. Le Synode affirma, de la part de l'Église de Grèce, que « l'Église accepte et bénit le mariage établit selon les traditions orthodoxes, et considère tout autre type de relation semblable comme étant de la prostitution ».
Dans son document portant sur « le mariage, la famille, la sexualité et la sainteté de la vie », le Saint Synode de l'Église orthodoxe aux États-Unis déclara en juillet 1992 que « l'homosexualité doit être perçue comme le résultat de la rébellion de l'humanité contre Dieu, et donc, contre sa nature propre et son propre bien-être. Elle ne doit pas être considérée comme une manière de vivre et d'agir pour des hommes et des femmes faits à l'image et à la ressemblance de Dieu. Les hommes et les femmes ayant des sentiments et des émotions homosexuels doivent être traités avec la compréhension, l'acceptation, l'amour, la justice et la miséricorde dus à tous les êtres humains. (…) Les personnes [homosexuelles] instruites et trouvant conseil dans la foi chrétienne orthodoxe et la vie ascétique et qui veulent encore justifier leur attitude, ne peuvent pas participer aux mystères sacramentels de l'Église, puisque le faire ne les aiderait pas, mais, au contraire, leur ferait du mal ».
En Roumanie, le patriarche Théoctiste et le Saint Synode ont demandé à deux reprises, en 1994 et 2000, à l'État de ne pas légaliser l'homosexualité.
Pour l'Église copte orthodoxe, selon la Bible, la tradition copte et le credo, l'homosexualité est un péché et Dieu les condamne. Le père M. Mikhail (États-Unis) affirme que l'orientation sexuelle vient d'une prédisposition datant de la petite enfance, est donc acquise et constitue un choix. « Une personne homosexuelle se fait des illusions si elle pense pouvoir pratiquer ce style de vie et aller au ciel. L'homosexualité est un péché et la personne homosexuelle qui veut guérir doit la reconnaître comme telle et se repentir ».
Le Saint Synode de l’Église d’Amérique, quant à lui, s'est opposé à cette attitude et s'est exprimé en 1992 par une écoute pastorale à ce sujet, tout en soulignant que l’homosexualité, comme telle, était une révolte de la nature contre Dieu, comme le sont tous les péchés : « Les hommes et les femmes ayant des sentiments et des émotions homosexuels doivent être traités avec la compréhension, l'acceptation, l'amour, la justice et la miséricorde dus à tous les êtres humains. (…) Les personnes (homosexuelles) instruites et trouvant conseil dans la foi chrétienne orthodoxe et la vie ascétique et qui veulent encore justifier leur attitude, ne peuvent pas participer aux mystères sacramentels de l'Église, puisque le faire ne les aiderait pas, mais, au contraire, leur ferait du mal ». La voie proposée reste donc la compréhension, l'écoute, l'abstinence et l'ascèse. Le métropolite Michel Laroche du représentant du patriarcat de Kiev en France partage la même opinion et propose de laisser les solutions pastorales de ces questions aux prêtres de paroisses et aux moines tout en citant Luc (évangéliste) : « Ne jugez-pas et vous ne serez pas jugés ».

## Les Églises protestantes

### L'Amérique du Nord

#### Les États-Unis

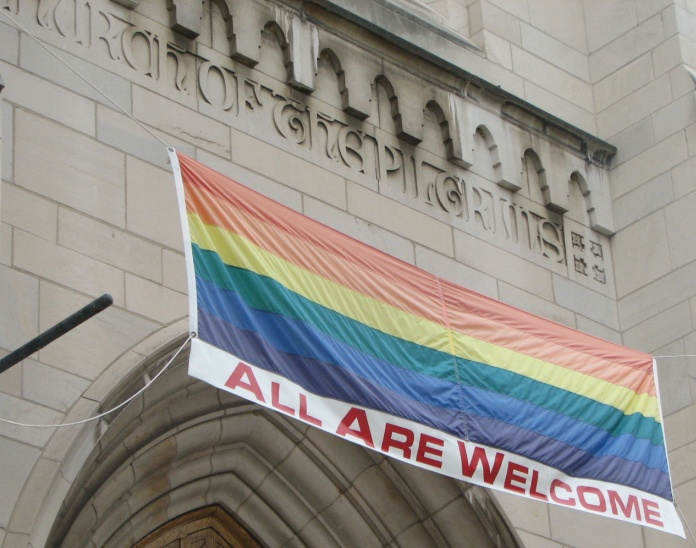
Accueil à la Church of the Pilgrims, paroisse de l'église presbytérienne (USA) (protestante), 2015.

Aux États-Unis, différentes congrégations protestantes bénissent les unions homosexuelles par des cérémonies en tous points semblables au mariage protestant. Les Églises unitariennes-universalistes, Église du courant unitarien-universaliste, bénit des couples du même sexe depuis les années 1970,. Le synode général de l'United Church of Christ (UCC, Église unie du Christ, États-Unis) admit officiellement l'ordination d'homosexuels déclarés en 1980. En 1991, ce même synode déclara qu'il « sout[enait] avec audace, célèbr[ait] et s'associ[ait] aux dons des personnes lesbiennes, gais et bisexuelles pour le ministère ».
Le 21 août 2009, l'Evangelical Lutheran Church in America (ELCA, Église évangélique luthérienne en Amérique), formée de quelque 10 000 congrégations totalisant 4,6 millions de fidèles, vota à 559 voix contre 451, au terme d'un débat passionné, un texte autorisant que des pasteurs « vivant une relation homosexuelle durable et monogame » exercent au sein de l'Église. Cette Église acceptait déjà les pasteurs homosexuels à condition qu'ils vivent dans le célibat. Cependant la motion votée ne mentionna pas la possibilité d'un mariage entre personnes de même sexe. Au début du mois de mai 2008, l'United Methodist Church (UMC, Église méthodiste unie), deuxième plus grande Église protestante aux États-Unis, avec 8 millions de fidèles, avait approuvé un accord avec l'ELCA pour réaliser la pleine communion entre les deux Églises américaines, lors de sa réunion quadriennale, à Fort Worth (Texas). Cependant, la Conférence générale de l'Église avait refusé de modifier les règles de l'Église sur l'homosexualité, notamment l'interdiction d'ordonner des prêtres ouvertement homosexuels. Ayant adopté une résolution maintenant le langage consacré dans le Book of Discipline - compilant la doctrine de l'Église méthodiste unie - selon lequel les pratiques homosexuelles seraient « incompatibles avec l'enseignement chrétien », les délégués approuvèrent, malgré tout, une résolution affirmant que l'Église méthodiste unie s'oppose à « toute forme de violence ou de discrimination fondées sur le sexe, l'identité sexuelle, les pratiques sexuelles ou l'orientation sexuelle ».
Toujours aux États-Unis, en 2009, l’Assemblée générale de la Presbyterian Church (U.S.A.) (Église presbytérienne des États-Unis, 2 millions de fidèles), refusa, par vote de la majorité des branches locales de l’Église, l’ordination de candidats au sacerdoce vivant en couple homosexuel. Mais, selon le Presbyterian News Service, environ 100 paroisses refusant l’évolution libérale de l'Église l’auraient quittée depuis 2006. Cet état de fait permit donc un retournement qui conduisit la même Assemblée générale, le 7 juillet 2010, à approuver une mesure permettant aux personnes homosexuelles de recevoir l’ordination. Cette mesure sera, d'ailleurs, ratifiée par une majorité des 173 districts régionaux, le 10 mai 2011, laissant cependant les branches locales de l’Église libres de choisir si elles ordonneraient prêtres des personnes homosexuelles (hommes ou femmes) ou si elles leur confieraient seulement des responsabilités laïques. De plus, l'Assemblée, toujours en juillet 2010, débattit de la possibilité d'élargir la définition du mariage à des relations de même sexe et vota finalement en faveur du maintien de la définition actuelle du mariage, entre un homme et une femme, présente dans sa constitution.

#### Le Canada
L'Église unie du Canada, née en 1925 de l'union des Églises méthodiste, presbytérienne et congrégationaliste canadiennes, considérait, dans les années 1960 que l'homosexualité était un péché. En 1984, le 34e Conseil général (la plus haute instance décisionnelle dans l’Église Unie du Canada se réunissant tous les trois ans), à la suite du rapport Foi et Sexualité de 1981, déclara, d'une part, que tous les êtres humains, homosexuels ou hétérosexuels, sont créés à l'image de Dieu; d'autre part, que les membres de l'Église sont conscients de la discrimination dont les homosexuels sont victimes et luttent contre ce fait; et enfin, qu'ils pensent tous (homosexuels ou hétérosexuels) la sexualité à la lumière de l'Évangile. En 1988, le Conseil général déclara que « toute personne, de quelque orientation sexuelle qu'elle soit, confessant sa foi en Jésus-Christ et son obéissance à celui-ci, était accueillie comme membre à part entière de l'Église unie du Canada ou invitée à le devenir », et que « tous les membres de l'Église unie du Canada pouvaient soumettre leur candidature pour le processus menant au pastorat ordonné ». Entre 1992 et 2003, les Conseils généraux ont développé cette action en œuvrant à ce que les personnes homosexuelles, bisexuelles et transgenres soient accueillies dans les paroisses à l'aide de dispositifs pastoraux ou liturgiques (notamment les liturgies de l'alliance) et à ce que leurs droits civils soient reconnus, notamment la possibilité du mariage (le Conseil général se prononce clairement en sa faveur en 2003). D'ailleurs l'Église Unie célèbre des mariages depuis que la loi le permet. L'Église Unie Saint Jean de Montréal est un exemple de cette politique d'inclusion à l'égard des personnes gaies, lesbiennes, bisexuelles et transgenres. Ainsi, en octobre 2002, elle rédigea une « déclaration d'inclusivité »,. Cependant, chacune des 2 500 paroisses de l'Église unie est libre d'accepter ou de refuser la célébration de mariages entre personnes de même sexe.

### L'Europe

#### Les États du Nord

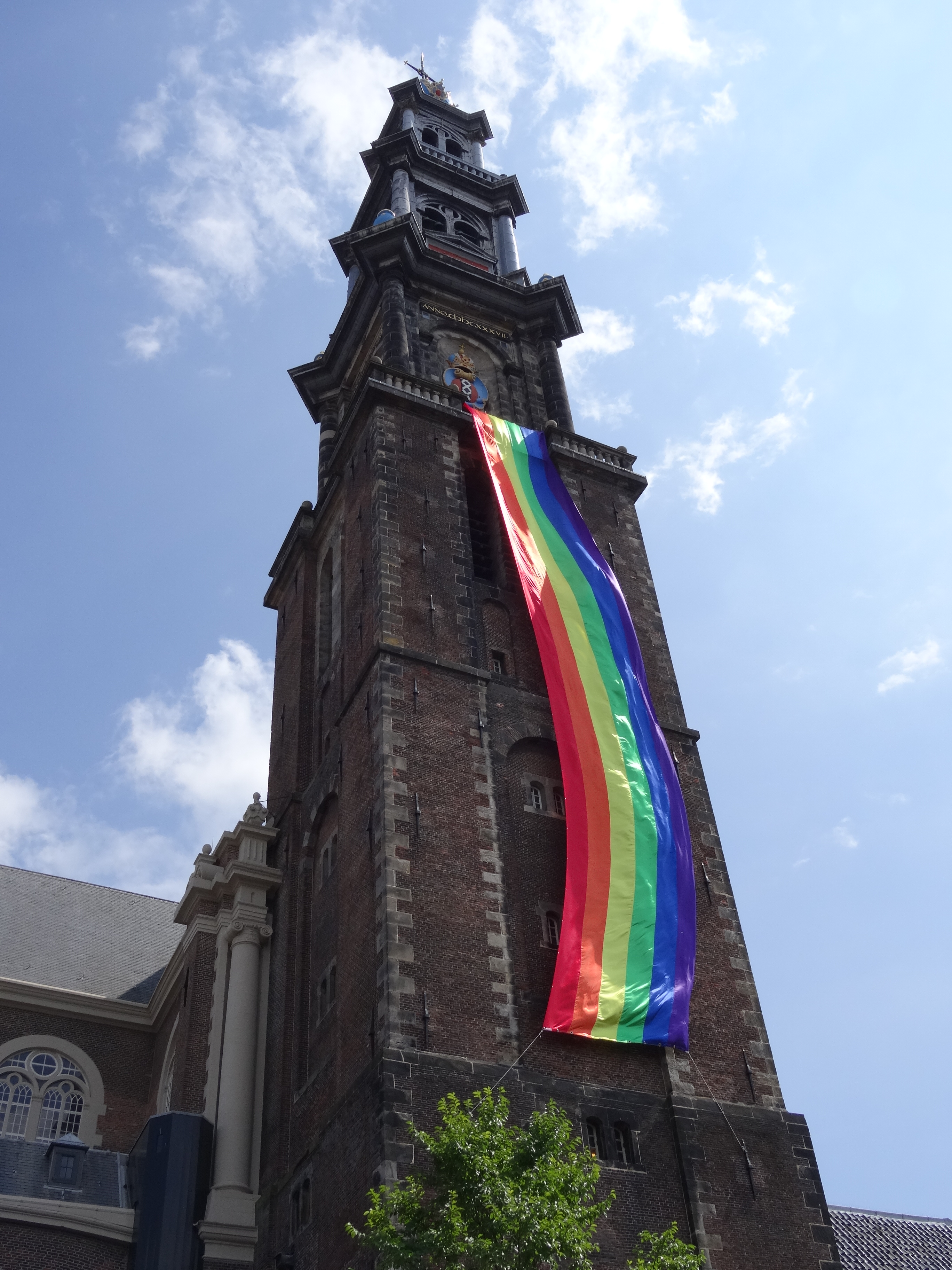
La Westerkerk à Amsterdam, membre de l'Église protestante néerlandaise, arborant le drapeau arc-en-ciel lors de la marche des fiertés annuelle de la ville, en 2016.

En Europe, c'est, aux Pays-Bas, l’Evangelisch-Lutherse Kerk (ELK, Église luthérienne évangélique) qui, la première, en 1972 déclara que l'orientation sexuelle ne devait pas entrer en jeu dans le choix des ministres de l'Église. Au même moment, la Nederlandse Hervormde Kerk (NHK, Église réformée néerlandaise) commença à débattre de l'acceptation des gais et des lesbiennes et de leurs relations. Ces discussions l'amenèrent, lors du synode de Delft en 1979, à inviter et, en 1980, à admettre la pleine participation des gais et des lesbiennes,. En 1986, la Remonstrantse Broederschap (Fraternité remonstante), la plus ancienne des Églises néerlandaises, héritière du courant arminien, fut la première Église européenne à accepter la bénédiction de couples non-mariés : « Deux personnes promettant devant la congrégation ou ses représentants de partager leurs vies dans l'amour et la fidélité peuvent recevoir la bénédiction de l'alliance dans laquelle ils viennent d'entrer lors d'un service à l'église. ». Ce ne fut pas le succès d'un groupe de pression gai, mais l'adoption du principe selon lequel les gais et les lesbiennes devaient recevoir un traitement égal. Par la suite, en 1995, toujours aux Pays-Bas, le synode de l'Evangelisch-Lutherse Kerk décréta qu'il n'existait pas de raison théologique de s'opposer aux bénédictions de couples non-mariés. La même année, le synode de la Nederlandse Hervormde Kerk publia une déclaration selon laquelle les membres de l'Église jouissent de droits égaux, indépendamment de leur orientation sexuelle ou de leur mode de vie et que, par conséquent, tous peuvent participer à la Cène, renvoyant à chaque paroisse la responsabilité de l'accueil,.
Au début de 1997, le synode de l'Église protestante luthérienne du nord de l'Elbe décida de bénir des unions homosexuelles.
Ce fut le cas, également, la même année, de Den Danske Folkekirke ou simplement Folkekirken, l'Église du Danemark évangélique-luthérienne nationale du Danemark. Mais, en novembre 2005, une dizaine de communautés chrétiennes danoises publièrent un pamphlet dans lequel elles analysaient les paroles de la Bible sur l'homosexualité en 17 points : l'homosexualité serait un péché; si la Bible commande d'aimer son prochain, cela ne justifierait pas des relations sexuelles avec une personne du même sexe; le mariage ne pourrait unir qu'un homme et une femme; sans juger qui que ce soit, il serait dangereux d'affirmer que, le temps ayant passé depuis l'écriture de la Bible, le texte ne devrait pas être pris au pied de la lettre. Cependant, la Folkekirken prit ses distances avec le texte. D'autre part, le bulletin d'août 2010 de la Folkekirken annonça que la majorité des évêques étaient favorables à ce que les mariages religieux et civils soient désormais distincts. En effet, la Folkekirken étant Église d'État, les mariages religieux sont reconnus par ce dernier. Selon l’évêque Drejergaard d’Odense, il conviendrait de « séparer le sacré du séculier » : le côté légal du mariage, y compris le mariage entre personnes de même sexe, serait mieux respecté par une cérémonie à la mairie, pour tous les couples. Ce débat fut déclenché par certains homosexuels revendiquant le mariage religieux en lieu et place de l'actuelle bénédiction des couples de personnes du même sexe. Finalement, une commission a été créée pour étudier la question, sous l’autorité du ministre des Affaires religieuses.
Du côté suédois, plus de 800 pasteurs officiant, pour une majorité d'entre eux, au sein de l'évêché conservateur de Göteborg, signèrent, en novembre 2005, une pétition contre la création d'une bénédiction religieuse des partenariats homosexuels. Malgré cela, la Svenska kyrkan (Église de Suède évangélique luthérienne de Suède 73 % des Suédois en 2008), approuva en octobre 2009, lors de son synode, le mariage des homosexuels à l’église, autorisé par la loi suédoise depuis le 1er mai 2009. Cette mesure, appliquée à compter du 1er novembre 2009, ainsi que la demande d'une liturgie pour les mariages homosexuels, furent adoptées à une majorité de près de 70 % par les quelque 250 membres du synode.
En Écosse, au Royaume-Uni, la Church of Scotland (Église presbytérienne d'Écosse), dite aussi The Kirk, envisagea la question de l'homosexualité dans le contexte de la dépénalisation des actes homosexuels, rejetée alors par l'Église. Entre 1967, année où l'on souhaita une pastorale visant à la rédemption de ceux qui s'adonnaient au « péché de sodomie » et 1994, de nombreux rapports furent produits sur la question homosexuelle. Finalement, le 23 mai 2009, l'Assemblée générale de la Church of Scotland confirma, par 326 voix contre 267, que Scott Rennie, pasteur homosexuel, pouvait exercer son ministère à la Queen's Cross Church d'Aberdeen, malgré le fait que des milliers de fidèles eussent signé une pétition pour s'opposer à cette nomination. Néanmoins, l'Assemblée générale décida également qu'il ne serait plus permis d'ordonner des pasteurs homosexuels, d'ici 2011, année butoir de la période nécessaire à la rédaction d'un rapport par une nouvelle commission désignée à cet effet. D'autre part, l’United Free Church of Scotland (Église libre unie d'Écosse) retient toujours la lettre des condamnations bibliques de la sodomie mais recommande une pastorale spécifique qui encouragera l'homosexuel au « changement » ou au célibat.
En Grande-Bretagne, dans le même Royaume-Uni, l’United Reformed Church (Église Réformée Unie, unissant les courants presbytérien anglais et congrégationnalistes britanniques) connut un intense débat autour de la question homosexuelle. Deux rapports (1984 et 1991) reconnurent l'existence de l'orientation homosexuelle et appelèrent à replacer les condamnations bibliques dans leur contexte. Les rapports du courant évangélique (1992) et des membres réformés du Lesbian and Gay Christian Movement (en) (L.G.C.M., Mouvement chrétien gai et lesbien)) ont été officiellement publiés afin de nourrir la réflexion. En 1994, les premiers candidats homosexuels furent recommandés pour leur étude de théologie. Cependant, cette ouverture, confirmée en 1997, fut suspendue en 1999. En effet, l'Assemblée générale de l'Église déclara qu'elle « accueille les personnes d'orientation homosexuelle dans la vie de l'Église et de la société, mais ne croit pas qu'il y ait une pensée suffisamment claire dans l'église, à l'heure actuelle, au point d'affirmer l'acceptabilité des pratiques homosexuelles ». Finalement, le nouveau rapport de 2000 ne fut pas définitivement approuvé. Un moratoire de 7 ans fut décidé.

#### La Suisse
Dans la Confédération suisse, le débat se concentra sur la question de la bénédiction des couples homosexuels. L'Église protestante de Genève souhaita que la société civile donnât « un cadre légal à de telles unions », mais se prononça contre elles. Des débats similaires eurent lieu dans presque toutes les Églises cantonales de 1995 à 2000. L'union synodale Berne-Jura rejeta la possibilité de bénir les couples homosexuels en 1997 mais l'accepta l'année suivante; ce que fit, du reste, la majorité des Églises cantonales alémaniques. La cérémonie de bénédiction est clairement distincte de celle du mariage et a lieu uniquement avec l'accord de la communauté locale. Il s'agit d'accompagner liturgiquement une « situation de vie particulière ». D'autre part, au sein de l'association « VoGay », basée à Lausanne, un « Groupe chrétien » fut créé en septembre 2010 et qui s'adresse à tout chrétien, directement ou indirectement, concerné par l’homosexualité. Ce groupe vise la réunion régulière de fidèles issus de toutes les confessions chrétiennes, afin de partager des moments de discussion sur l’homosexualité et/ou la spiritualité.

#### La France

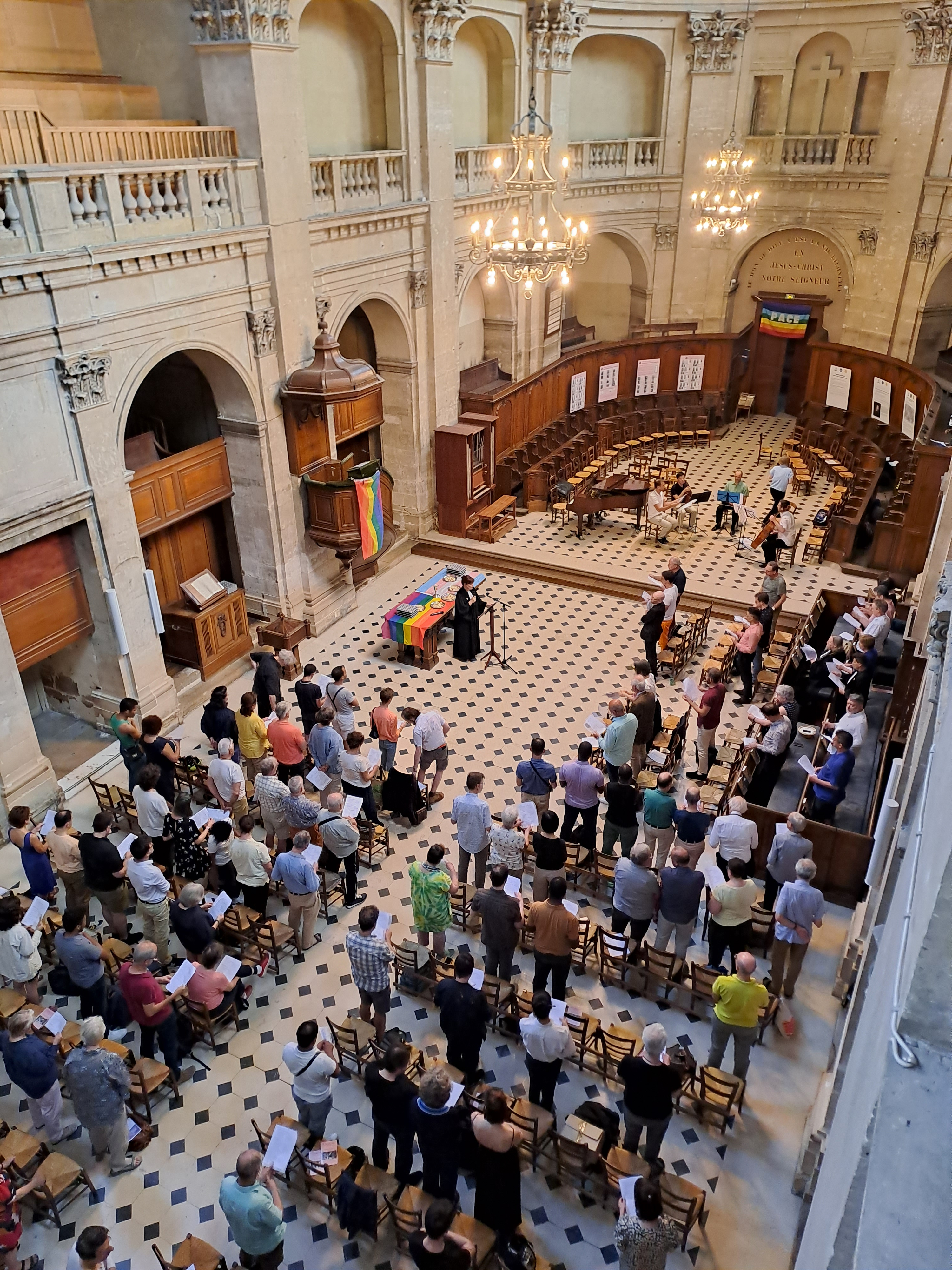
Veillée inclusive œcuménique au temple protestant de l'Oratoire du Louvre avant la marche des fiertés LGBT de Paris.

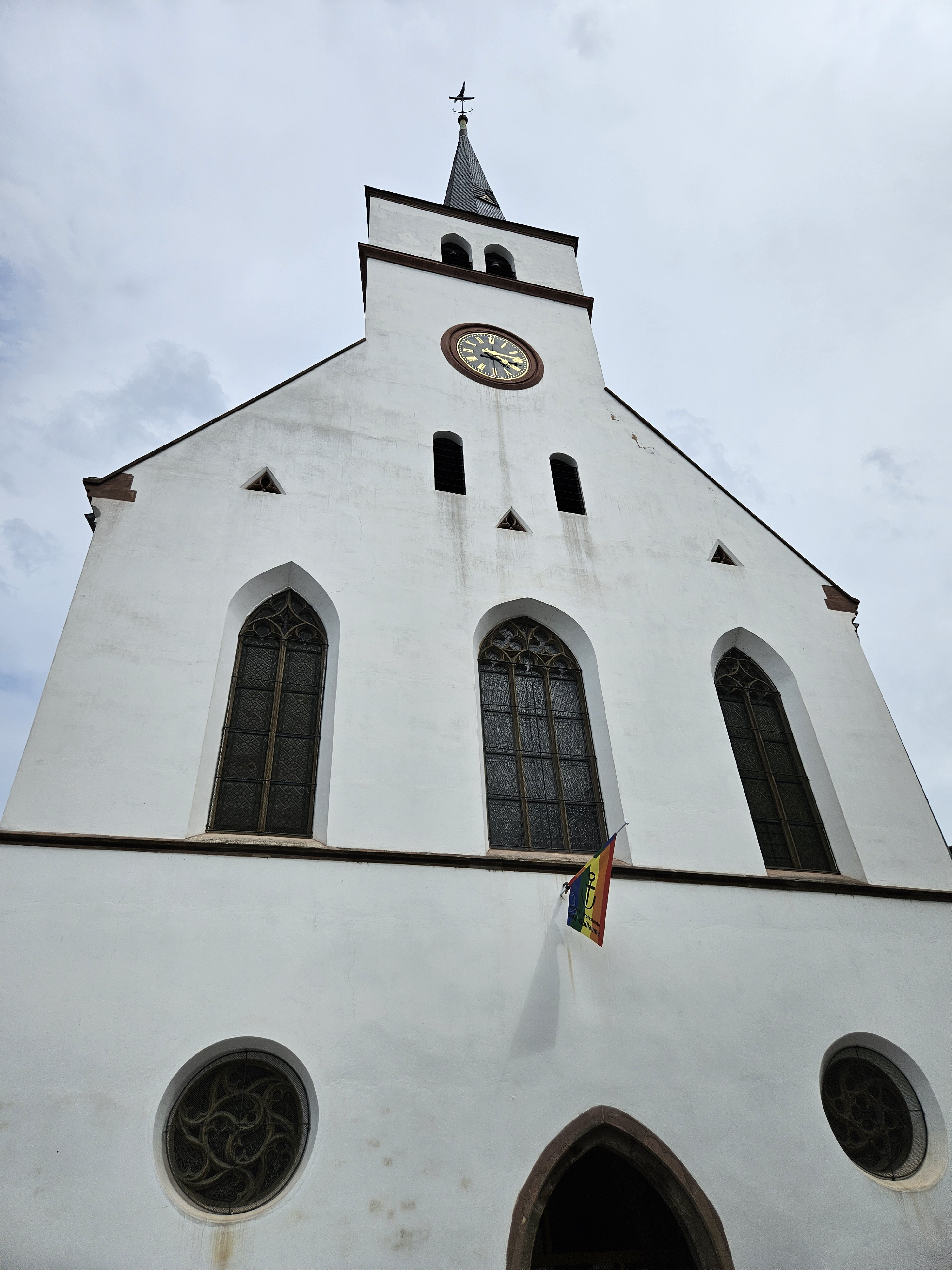
Vue extérieure de l'Église Saint-Guillaume de Strasbourg avec le drapeau LGBT+ (juillet 2025)

En 1975, pour la Fédération protestante de France, l'homosexualité est une mauvaise orientation de l'affectivité, mais non pas un « sous-développement » de celle-ci. La première réflexion de la Fédération protestante sur le sujet date de 1975. Depuis, sa position n’a cessé de s’élargir. Un sondage paru en 2007 notait une différence entre réformés et luthériens d'une part, et les évangéliques d'autre part : 8 % des premiers considèrent l'homosexualité comme une maladie, 63 % des seconds la considèrent comme un péché. Lors du Synode national de l'Église reformée de France à Soissons, du 24 au 27 mai 2001, sur les « Sacrements », les réformés français ont affirmé des convictions fortes « qui devraient être confrontées, dans les prochains mois, à une réflexion sur l'accueil des personnes homosexuelles ». Parmi les vœux adoptés figurent deux demandes : « la question du ministère des personnes homosexuelles dans l'Église » et « les demandes de bénédiction des couples homosexuels »,. À l'issue du Synode, le Conseil permanent luthéro-réformé (CPLR) a mandaté un groupe de travail composé de quatre pasteurs (Gerard Krieger, Bernard Sturny, Mayanga Pangu, Michel Cordier), un théologien (Jean-Daniel Causse), un psychiatre (Raymond Heintz), un médecin (Nadine Davous) pour rédiger le document de travail Église et homosexualité, finalisé en juillet 2002 par les pasteurs Michel Cordier et Gérard Krieger, puis largement diffusé. Finalement, en février 2004, le CPLR, publia un texte énonçant les trois points suivants : oui à l'accueil de personnes homosexuelles dans l'Église, oui à l'embauche d'un pasteur homosexuel mais en acceptant qu'une église locale puisse refuser de l'élire ou de le conserver à son poste, non à un culte de bénédiction d'un couple homosexuel. D'après le Livre noir, gris, blanc de l’homophobie religieuse, publié en mai 2010 par la paroisse « La Maison verte », de la Mission populaire évangélique et l'association David et Jonathan, « l’avis du CPLR laisse une impression très mitigée. Ce texte n’est pas porté par l’ensemble des églises de la FPF, mais uniquement par sa composante pluraliste luthéro-réformée ; le sujet porte à débat avec les communautés et fédérations évangéliques aux positions plus tranchées. De plus, il apparaît nettement comme un texte de compromis qui laisse chacun(e) sur sa faim : les plus conservateurs, choqués de l’accent initial sur l’accueil inconditionnel des personnes homosexuelles ; les plus libéraux, heurtés par la tiédeur des positions sur l’accueil liturgique des couples de même sexe et l’accès au ministère des personnes de même sexe ». En octobre 2011, l'Église protestante unie de France et en novembre 2012 avec l'Union des Églises protestantes d'Alsace et de Lorraine, ont investi une commission chargée de reprendre la réflexion sur le mariage des couples homosexuels et ses aspects connexes : bénédiction religieuse et questions de filiation. Reprenant l'exemple des 95 thèses publiées par Martin Luther le 30 octobre 1517 à Wittemberg et considérées comme le point de départ de la Réforme protestante, un groupe de pasteurs a rédigé à l'occasion de la date initialement prévue de présentation du projet de loi gouvernemental fin octobre, un texte visant à faire avancer le débat.
L'Église protestante unie de France autorise la bénédiction de couples homosexuels depuis mai 2015, et l'Union des Églises protestantes d'Alsace et de Lorraine depuis 2019,. Certaines communautés s'affirment explicitement comme inclusives, comme le temple protestant de l'Oratoire du Louvre à Paris et l'église Saint-Guillaume de Strasbourg.

#### L'Italie
La Chiesa Evangelica Valdese (Église évangélique vaudoise), dès 1980, accueillit dans son centre « Agapè » les rencontres du groupe « foi et homosexualité ». En 1984, fut publié un rapport intitulé La Sexualité dans la Bible et le temps présent, réfutant les préjugés traditionnels à l'encontre de l'homosexualité et informant que l'on ne peut « demander à l'homosexuel de réprimer ou refuser sa propre homosexualité sans faire violence à la dignité de sa personne ». En 1994, un groupe de pasteur signa une déclaration soutenant, contrairement à l'Église catholique romaine, la recommandation du Parlement européen sur la reconnaissance des droits des citoyens homosexuels à une cohabitation stable. En 2000, l'Église accueillit favorablement l'organisation de la World Gay Pride, à Rome. Dernièrement, fin août 2010, le synode commun aux protestants vaudois et méthodistes italiens, réuni à Torre Pellice dans les vallées vaudoises italiennes, décida d’autoriser les bénédictions de couples homosexuels à l’église, sous certaines conditions. La pasteure Janique Perrin de la Commission « Foi et homosexualité » indiqua lors de la conférence de presse : la pasteur Janique Perrin de la Commission « foi et homosexualité » à la conférence de presse : « Nous sommes attentifs à l’accompagnement pastoral des couples homosexuels, comme aussi aux aspects liturgiques les concernant. Par bénédiction [de ces couples à l’église] nous entendons un acte par lequel grâce est rendue à Dieu pour ses dons. Et nous croyons que l’amour est un don merveilleux ». Un de ses confrères rappela la nécessité de faire une nette distinction entre le mariage civil (comportant des droits et devoirs précis) et la bénédiction d’union de vie non reconnue par l'État italien. Avant le synode, un groupe de vaudois, dont un membre du Parlement italien avait publié une annonce payante dans l’hebdomadaire protestant Riforma pour mettre en garde contre les bénédictions d’homosexuels qui risquent, selon eux, de diviser les Églises et d’affecter les relations œcuméniques.

### L'Afrique
Plusieurs Églises protestantes africaines, notamment nigérianes et rwandaises ont, pour la plupart, marqué leurs distances avec l'Église épiscopalienne américaine, après l'ordination de Robinson en 2003. Selon Alex Siewe, de l’hebdomadaire Jeune Afrique, « l’Église a condamné sans réserve l’homosexualité pendant la guerre coloniale ; les régimes marxistes ou de parti unique ont présenté plus tard ces pratiques comme une déviance propre à la bourgeoisie, conséquence du capitalisme décadent ; aujourd’hui, c’est paradoxalement au nom d’un retour à des valeurs ancestrales africaines que le sujet est combattu avec véhémence comme une maladie occidentale ». Cette situation est paradoxale, puisque des recherches ont constaté que l'homosexualité existait en Afrique pré-coloniale. Elle était souvent le privilège des élites et des puissants. Dans la plupart des communautés, il existait des relations très étroites, y compris sous l'aspect physiques, entre personnes du même sexe, même si la contrainte sociale obligeait à prendre un ou une partenaire (sans même l'épouser) et à mettre au monde des enfants. Cependant, des changements sont en cours. La pandémie du syndrome d'immunodéficience acquise (S.I.D.A.) a suscité une nouvelle réflexion sur les questions sexuelles. De nombreuses paroisses chrétiennes ont réalisé que des personnes homosexuelles faisaient partie de la population et qu'il était absurde de nier ce fait. De plus en plus, émerge l'idée que les relations sociales en Afrique n'ont pas été dépeintes de façon convenable et que les Églises ont souvent été à l'origine de l'occultation de certains aspects. Des chrétiens pratiquants sont membres des associations de gais et de lesbiennes qui se sont fondées discrètement ou même secrètement et vivent maintenant au grand jour. Ces associations (Rainbow Project en Namibie, GALZ au Zimbabwe, Coalition nationale pour l'égalité des gais et des lesbiennes en Afrique du Sud, LEGATRA, Associations des personnes homosexuelles et transsexuelles, en Zambie) s'opposent aux condamnations publiques de l'homosexualité telles que celles proférées par les présidents du Zimbabwe, du Kenya, de Namibie, et de Zambie. Ces chrétiens membres invitent leurs églises à soutenir ces associations. D'ailleurs, au Zimbabwe, il s'est formé un groupe chrétien au sein des GALZ afin de sensibiliser les responsables d'Église. Dans un pays, comme le Nigeria, où l'homosexualité est interdite et, où, dans les États du Nord appliquant la Charia, les relations entre personnes du même sexe sont passibles de lapidation, Rowland Jide Macaulay, pasteur homosexuel de l’Universal Fellowship of Metropolitan Community Churches, a lancé, en septembre 2006, à Lagos, la capitale économique nigériane, la House of Rainbow, seule église à accepter les fidèles quelle que soit leur orientation sexuelle : « Je sais ce que c'est d'être gai dans la société nigériane conservatrice, forcé de vivre dans un placard et même apeuré de parler de votre orientation sexuelle à l'église. (…) L'église est censée être le lieu où nous apparaissons vrais les uns envers les autres et envers Dieu ».

## La Communion anglicane

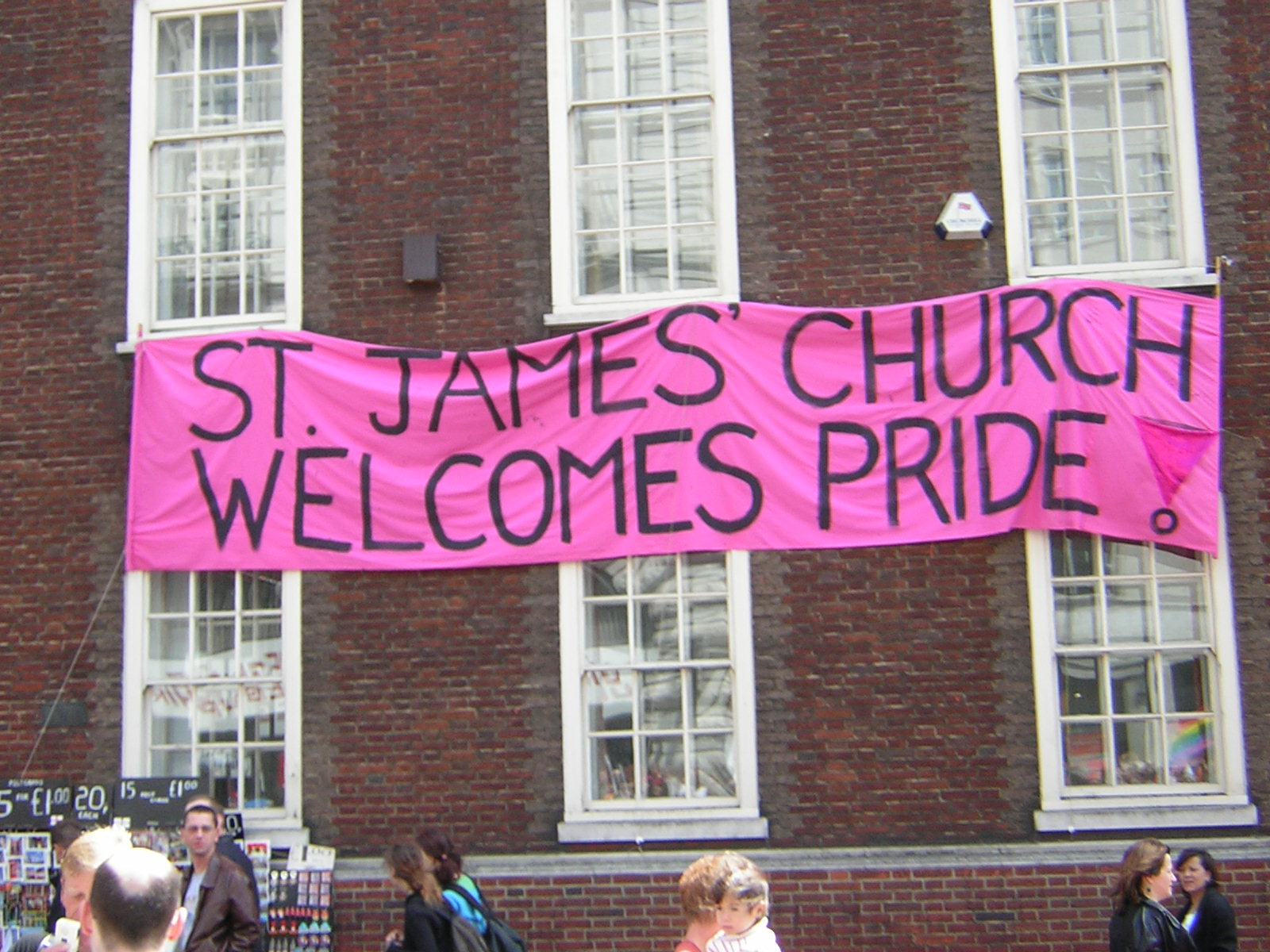
Bannière d'accueil à l'église St James de Piccadilly (anglicane), lors de la Gay Pride 2004.

La Communion anglicane est formée d'églises autonomes, ce qui explique qu'elles puissent tenir des positions et des politiques divergentes sur la question de l'homosexualité. Le chef spirituel de la Communion, l'archevêque de Canterbury est le garant de l'unité de la Communion, mais n'a pas de pouvoir effectif sur les décisions prises par chaque église. Il existe aussi des instances permettant une forme de consultation et de collaboration entre églises sœurs.
C'est ainsi que la conférence de Lambeth, rassemblement décennal de l’ensemble des évêques anglicans, encourage en 1978 l'étude de la question homosexuelle : « Alors que nous réaffirmons l’hétérosexualité comme la norme biblique, nous reconnaissons le besoin d’une étude approfondie et dépassionnée sur la question de l’homosexualité qui prendrait sérieusement en compte à la fois la Bible et les données de la recherche scientifique et médicale. L’Église reconnaît le besoin d’une attention pastorale envers ceux qui sont homosexuels et encourage le dialogue avec eux »,. Mais, vingt ans plus tard, la même conférence, en août 1998, émet le refus de « reconnaître » l'homosexualité : « [Cette conférence], bien qu'elle rejette les pratiques homosexuelles comme incompatibles avec les Écritures, appelle tous nos fidèles à prendre soin de tous pastoralement et avec délicatesse sans tenir compte de l'orientation sexuelle et à condamner la crainte irrationnelle des homosexuels (…) ». Dès lors le débat se bloque, opposant d'une part, les conservateurs des pays du Nord et la plupart des pays du Sud (qui s'organisent de plus en plus sous l'étiquette Global South) et d'autre part, les libéraux des pays du Nord.

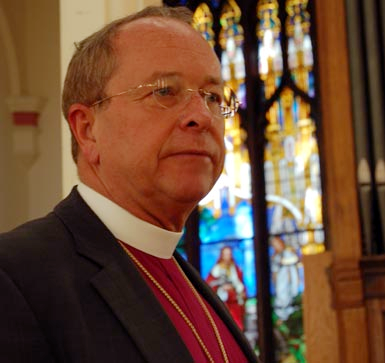
Gene Robinson, évêque épiscopalien du New Hampshire, à l'église épiscopalienne de St. John the Evangelist, à San Francisco, (Californie), 2005.

Des évêques anglicans canadiens bénissent cependant, en 2003, des unions de personnes du même sexe. En novembre de la même année, Gene Robinson qui vit ouvertement une relation homosexuelle durable, est élu évêque du New Hampshire. Groupes de pression et évêques conservateurs américains s'élèvent contre ce qu'ils appellent « une hérésie, un blasphème et un péché » et s'organisent pour défendre « le maintien de l’orthodoxie biblique ». La controverse s'étend à l'ensemble de la Communion : l'archevêque de Canterbury Rowan Williams condamne cette élection, exprimant son « profond regret » ; il convoque un sommet extraordinaire des primats anglicans à Londres à la mi-octobre 2003. Les chefs des églises anglicanes font part de leurs regrets et de leur inquiétude : « Si sa consécration a lieu, avaient-ils mis en garde, nous devrons conclure que l’avenir de la Communion sera mis en danger ». L'opposition la plus marquée vient des primats du Global South (50 millions des 70 millions d’anglicans), avec pour figures de proue le primat nigérian Peter Akinola et le chef de la province des Antilles Drexel Gomez. Ils considèrent la communion rompue entre leurs églises et l'Église épiscopalienne.
La conférence de Lambeth de 2008 ne peut que prendre acte des conflits. Elle est boycottée par environ 150 évêques sur 800, et l'idée de résolutions communes est abandonnée au profit de groupes de réflexion, baptisés indaba, suivant un modèle africain de résolution des disputes tribales, mais qui ne permet pas de produire d'avancée dans le dialogue au sein de la Communion. Il est demandé aux églises libérales un moratoire sur les nominations d'évêques homosexuels. Un contre-synode tenu à Jérusalem, la conférence GAFCON, réunit 300 évêques. Le mouvement s'installe dans la durée avec la formation de la Fraternité des anglicans confessants (Fellowship of Confessing Anglicans) qui se dote de son propre conseil de Primats,.
L'année suivante, en juillet 2009, l'Église épiscopalienne des États-Unis repousse tout moratoire quant à l'ordination de pasteurs homosexuels. Le 17 juillet 2009, lors de la convention triennale de cette église, est également donné le feu vert à la bénédiction des unions homosexuelles dans les États américains qui les reconnaissent légalement (il y en a six au moment de l'adoption de la mesure). Enfin, le clergé est appelé à développer des rites et des prières adaptés à ces bénédictions. Pour autant, la résolution ne remet pas en cause la définition épiscopalienne du mariage.
Mary Glasspool femme prêtre homosexuelle, élue en décembre 2010 évêque assistante du diocèse de Los Angeles, est ordonnée évêque le 15 mai 2010, renforçant le sentiment que les églises de la Communion suivent des voies de plus en plus divergentes malgré les appels à la retenue de l'archevêque de Canterbury,. L'église épiscopalienne créée un nouveau précédent avec la bénédiction du mariage de deux femmes membres du clergé de cette église, lors du jour de l'an 2011.
En février 2023, après six années de débats et sans reconnaître le mariage homosexuel, l'Église anglicane autorise la bénédiction de couples de même sexe.

## Les quakers

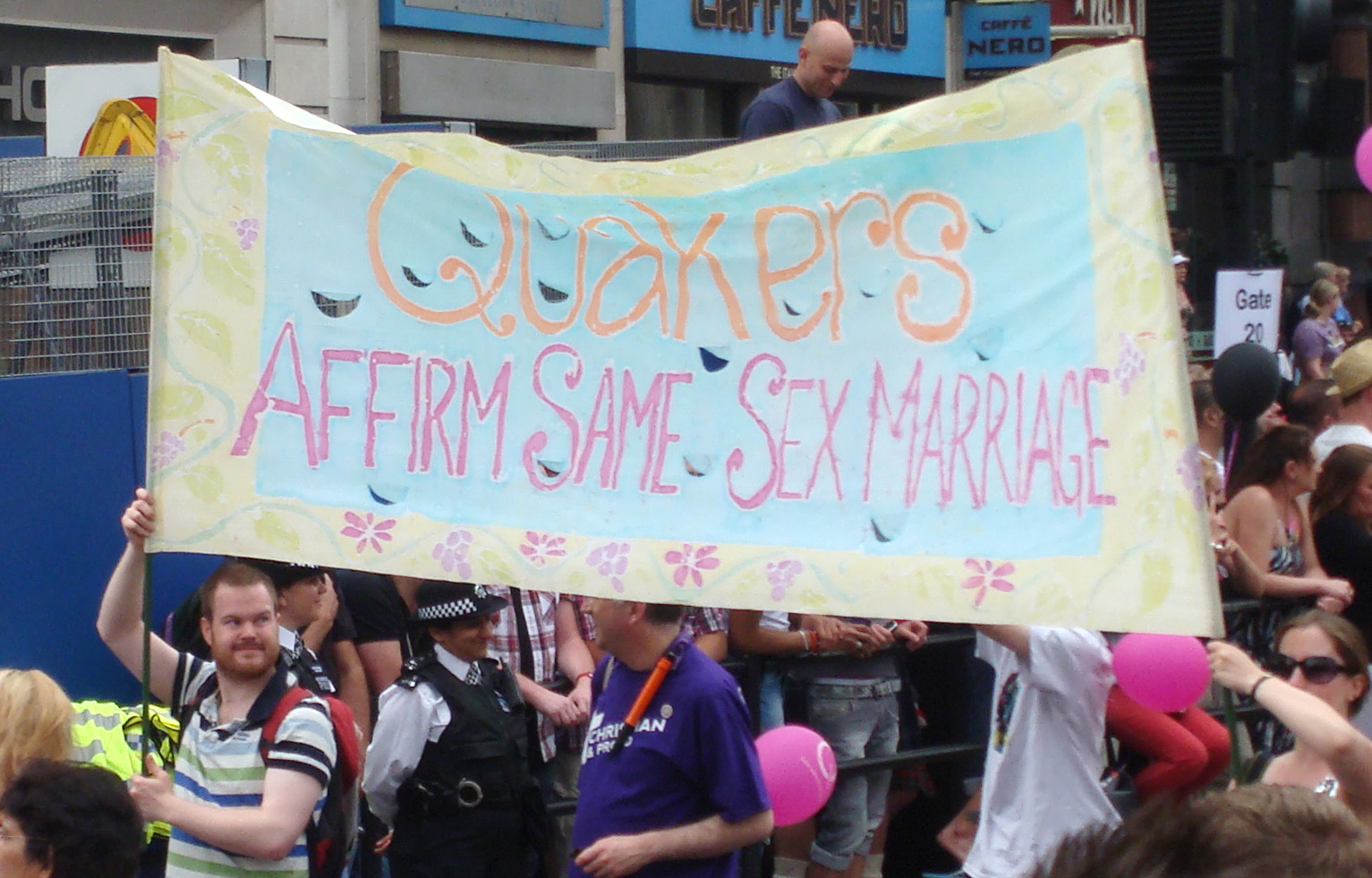
Soutien de quakers à la Gay Pride, Londres 2011

La Société religieuse des Amis (quakers) (Religious Society of Friends) publie en 1963, par le biais de son Conseil des affaires sociales, un ouvrage intitulé Towards a Quaker View of Sex (« Vers une vision quaker de la sexualité ») qui expose des vues très libérales et fait beaucoup dans le changement d'attitude envers les personnes homosexuelles,. En 1973, le débat continue d'être nourri par la publication de David Bladmires, Homosexuality from the Inside. The living experiences of a gai Quaker (« L'homosexualité telle que nous la vivons. L'expérience de vie d'un quaker gai »). L'auteur y détruit des stéréotypes tels que celui de l'homophile initiateur qui convertit à l'homophilie et affirme que l'homosexuel peut vivre une relation d’amour, qu’il doit affirmer son identité sexuelle et ainsi être accepté par tous. En 1987, le comité exécutif des quakers britanniques (Meeting for Sufferings), reconnaît qu'il n'y a pas de raisons essentielles à ce que ne soient pas célébrées des unions de personnes de même sexe. Cette décision est formellement inscrite au Quaker Faith and Practice (« Foi et Pratique », livre de discipline quaker) en 1994. En 2006, le programme Quaker Life des quakers britanniques met en mouvement le processus qui conduit en juin 2008 à la tenue de la conférence de Woodbroke (en) sur la reconnaissance des partenariats homosexuels et à l'acceptation formelle du mariage entre personnes de même sexe par l'Assemblée annuelle britannique en 2009, avec mandat d'obtenir du gouvernement les nécessaires changements légaux,. Bien que la décision ait finalement été prise sans trop de difficultés, il a fallu attendre 46 ans depuis la parution de Towards a Quaker view of Sex.

## Les Églises évangéliques
Les positions des Églises chrétiennes évangéliques sont variées, selon les confessions et les courants conservateur fondamentaliste, conservateur modéré, libéral et neutre,.

### Positions conservatrices

#### Position fondamentaliste
La position conservatrice fondamentaliste est très hostile aux personnes homosexuelles et est impliquée dans des causes antigais et des déclarations homophobes. Les fondamentalistes accusent également régulièrement les personnes homosexuelles d’être responsables des catastrophes naturelles,.

##### Aux États-Unis
Certaines églises évangéliques américaines comptent des militants antigais qui accusent les personnes homosexuelles d’un agenda gay et d’être responsables de problèmes sociaux. La généralisation et l’usage de préjugés pour diffuser la haine des personnes homosexuelles sont fréquents.

##### En Ouganda
Certaines églises évangéliques en Ouganda s'opposent fortement à l'homosexualité et aux homosexuels. Elles ont milité pour des lois criminalisant l'homosexualité.

##### Double discours
Certains pasteurs évangéliques mariés à des femmes et opposés à l’homosexualité, ont été impliqués dans des scandales d’adultères avec des hommes, en contradiction avec leurs discours,,.

#### Position modérée
Dans la position conservatrice modérée, bien que les églises soutiennent uniquement une sexualité dans le mariage entre un homme et une femme, elles font preuve de sympathie et de respect envers les personnes homosexuelles,. Les églises se considèrent ainsi comme « accueillante, mais non affirmante »,. Cette expression a son origine dans le livre Welcoming but Not Affirming: An Evangelical Response to Homosexuality publié en 1998 par le théologien baptiste américain Stanley Grenz.

### Organisations
L'Alliance évangélique française (devenue Conseil national des évangéliques de France), membre de l'Alliance évangélique européenne et de l'Alliance évangélique mondiale, a adopté, le 12 octobre 2002 un document intitulé Foi, espérance et homosexualité, dans lequel l'homophobie, la haine et le rejet des homosexuels sont condamnés, mais qui refuse les pratiques homosexuelles et la pleine appartenance à l'église des homosexuels non-repentis et des personnes approuvant ces pratiques. Elle s'est opposée au pacte civil de solidarité. Les personnes homosexuelles sont ainsi appelées à vivre dans le célibat et la chasteté. D'autre part, l'Alliance évangélique désapprouve « l'accès au ministère pastoral de personnes qui se déclarent homosexuelles ou qui pratiquent l'homosexualité » et « la bénédiction d'unions homosexuelles ». Ces positions sont inhérentes à la conception selon laquelle « le mariage hétérosexuel monogame est la seule forme d'union que Dieu a prévue pour les relations sexuelles », doctrine fondée sur les Écritures. Cette prise de position a été reproduite dans le bulletin Résurrection d’avril 2001. Elle plaçait « l’homosexualité parmi les autres déviations et/ou transgressions d’ordre sexuel, telles : adultère, impudicité, inceste, pédophilie, zoophilie, nécrophilie, et dont certaines sont parfois appelées « abominations » et affirmait que « reconnaître et légaliser des unions homosexuelles est un signe de dégradation de notre société, préjudiciable à terme à l’humanité ». Le 4 juin 2004, le CPDH (Comité protestant évangélique pour la dignité humaine), dans son communiqué « À propos du « mariage » homosexuel », a refusé l'institutionnalisation de la simple « préférence » que constituerait l'orientation homosexuelle, affirmé, par conséquent, qu'« il n'est pas discriminatoire de traiter inégalement des choses inégales » et défendu « le droit à la liberté d'expression pour ceux et celles qui ont la conviction que la pratique homosexuelle n'est pas un facteur d'épanouissement ni d'équilibre des personnes ». En 2015, le Conseil national des évangéliques de France a réaffirmé sa position sur le sujet en se disant contre le mariage de personnes de même sexe, tout en disant ne pas rejeter les personnes homosexuelles, mais vouloir leur offrir plus qu'une bénédiction ; un accompagnement et un accueil.
En 2006, le pasteur évangélique français Philippe Auzenet, aumônier de l’association Oser en parler, a insisté sur l'importance du dialogue et du respect, de même que des sensibilisations afin de mieux comprendre les personnes homosexuelles. Il a également dit en 2012 que Jésus irait dans un bar gai, parce qu'il allait vers toutes les personnes avec amour.

### Position neutre
Certaines associations évangéliques ont adopté des positions neutres, laissant le choix aux églises locales de décider pour le mariage homosexuel,.

### Position libérale
Il y a aussi des associations évangéliques internationales libérales gai-friendly.

#### Aux États-Unis
Un sondage de 2014 relatait que 43 % des chrétiens évangéliques américains blancs entre 18 et 33 ans supportaient le mariage de même sexe. Certaines églises évangéliques acceptent l'homosexualité et célèbrent les mariages gais,. Le changement de croyances en faveur du mariage gay dans des églises évangéliques amène certaines conséquences pour ces dernières. Diverses églises ont ainsi reçu une excommunication de leurs associations chrétiennes évangéliques pour non-respect de la confession de foi. D’autres églises ont été confrontées à des départs importants de membres de leurs congrégations, voyant diminuer leurs ressources financières.

### Positions des associations

#### Anabaptisme
La majorité des associations mennonites ont une position conservatrice sur l'homosexualité.
Le Brethren Mennonite Council for LGBT Interests a été fondé en 1976 aux États-Unis et compte des églises membres de différentes associations aux États-Unis et au Canada.
La Mennonite Church Canada laisse le choix à chaque église pour le mariage des personnes de même sexe.
La Mennonite Church in the Netherlands et la Mennonite Church USA permettent le mariage des personnes de même sexe,.

#### Baptisme
La majorité des associations baptistes du monde ont une vision conservatrice de l'homosexualité.
Certaines associations baptistes des États-Unis n’ont pas de croyances officielles sur le mariage dans une confession de foi et invoquent le congrégationalisme pour laisser le choix à chaque église de décider,. C’est le cas des Églises baptistes américaines USA, de la Convention baptiste nationale progressiste, de l'Association baptiste coopérative, de la Convention baptiste nationale, USA et de l'Union baptiste de Grande-Bretagne.
Certaines associations baptistes soutiennent le mariage entre personnes de même sexe. C'est le cas de l'Alliance des Baptistes (États-Unis), l’Association canadienne pour les libertés baptistes, l'Alliance des Baptistes du Brésil, la Fraternité des Églises Baptistes de Cuba et l'Association des Baptistes Accueillants et Affirmants (internationale).

#### Pentecôtisme
La majorité des associations pentecôtistes ont une position conservatrice sur l'homosexualité.
Certaines associations pentecôtistes soutiennent le mariage des personnes de même sexe. C'est le cas de The Covenant Network.

## Organisations œcuméniques LGBT

### Convergence
Convergence est une association œcuménique gai-friendly d'églises chrétiennes (anglicanes, méthodistes, protestantes unies, non-dénominationnelles, etc.).

### Église communautaire métropolitaine

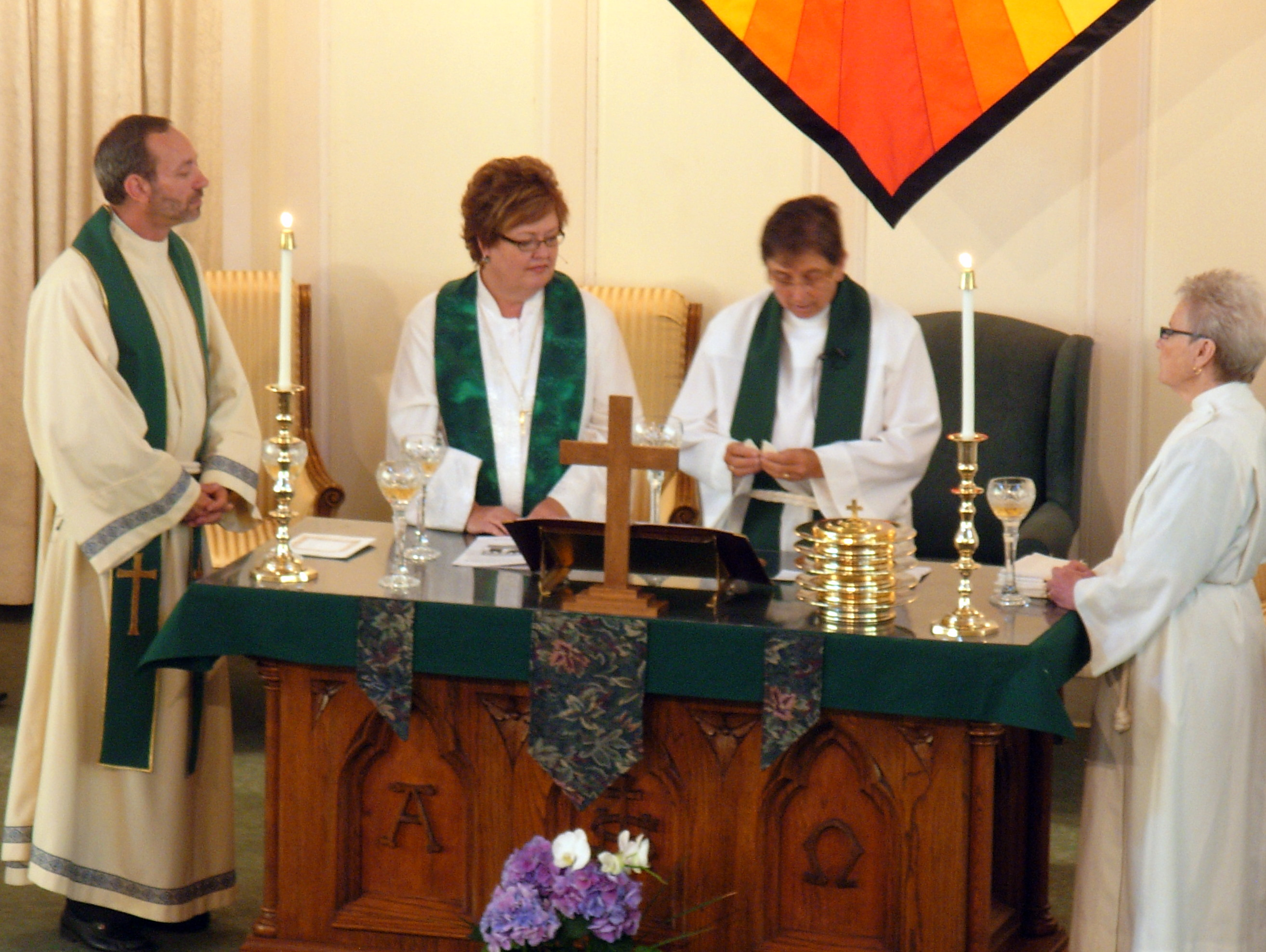
Communion à la All God's Children MCC de Minneapolis, Minnesota, États-Unis, le 20 juillet 2008.

L’Église communautaire métropolitaine (MCC, « Metropolitan Community Church », ou Universal Fellowship of Metropolitan Community Churches, dont les membres sont majoritairement homosexuels, trouvent leur origine dans la première église fondée à Los Angeles, en 1968, par le révérend Troy Perry (en), avant les émeutes de Stonewall de 1969 et les fêtes et défilés de la fierté gai et lesbienne. Troy Perry, ancien ministre de l'église pentecôtiste Church of God of Prophecy (en), conscient de son orientation homosexuelle et souffrant de la stigmatisation sociale qui lui était attachée, considéra que la seule solution était d'établir une Église dédiée au soutien spirituel et à la formation religieuse de la communauté gai et lesbienne. C'est dans son living-room que se tint le premier service de cette nouvelle Église, le 16 octobre 1968, service qui rassembla onze hommes et une femme (d'origine catholique, protestante ou juive, dont un couple hétérosexuel). Le mouvement se développa à tel point que, le 7 mars 1971, le service de dédicace du nouveau bâtiment acquis en propre par l'Église, rassembla 1 012 personnes. Le 28 juin 1970, Troy Perry et deux de ses amis, Morris Kight et le révérend Bob Humphries, fondèrent le Christopher Street West (en) (du nom de la rue de New York où eut lieu la fameuse rébellion du Stonewall Inn), la première parade et fête de la fierté gai et lesbienne. Les MCC représentaient, en 2003, plus de 300 églises à travers le monde, et plus de 40 000 membres répartis en 18 pays. Elles constituèrent également le lieu de naissance de douzaines d'organisations gais et lesbiennes ou de projets de justice sociale. Les MCC demandèrent, en 1990, à devenir membre du National Council of the Churches of Christ in the U.S.A. (Conseil National des Églises du Christ des États-Unis), partenariat œcuménique d'Églises. Elles procédèrent également à l'union de plusieurs couples de même sexe lors de la gai/lesbien/bisexual Pride de New York en 1994, marche qui commémorait le 25e anniversaire de Stonewall.
En France, l'Église Œcuménique Centre du Christ Libérateur à Paris entretient des liens avec l'Universal Fellowship of Metropolitan Community Churches. Le pasteur gai d'origine belge Joseph Doucé (1945-1990) est à l'origine de la fondation de l'église en 1974. Il y célèbre les premières bénédictions d'unions homosexuelles cette même année. Ces bénédictions engageaient seulement sur le plan moral et spirituel et n’entraînaient ni droits ni devoirs. Ancien baptiste excommunié, Joseph Doucé étudie à l'université libre d'Amsterdam (protestante) les problèmes pastoraux et psychologiques des minorités sexuelles, en particulier ceux des personnes homosexuelles et trans, grâce à une bourse que lui accorde le Conseil œcuménique des Églises, de 1974 à 1976. En 1975, il fait un stage en hôpital psychiatrique à Amsterdam et obtint, à la fin de ses études, le diplôme de formation pastorale des cliniques de Hollande. Cette association de courant œcuménique, voit le jour grâce à une allocation accordée par une fondation hollandaise à laquelle participent des protestants, des prêtres catholiques romains et Norman Pittenger, professeur de théologie anglicane au King’s College de Cambridge (Royaume-Uni). Le but de ce regroupement est double : aider les minorités sexuelles et de genre et favoriser une compréhension plus profonde de leur situation par la société et les dénominations chrétiennes. Le pasteur Doucé est rejeté par la Fédération protestante de France, ce qui lui retire le soutien du Conseil œcuménique des Églises et place le mouvement aux marges, dans une situation protestataire, lui laissant la liberté de mener une politique de bénédiction d’amitiés scellant devant Dieu la volonté de vivre ensemble de deux personnes de même sexe. Le livre référence du Centre est l'ouvrage collectif Dieu les aime tels qu’ils sont, Pastorale pour homophiles paru en 1968 aux Pays-Bas.

### Le mouvement «David et Jonathan»
L'association œcuménique David et Jonathan est constituée à Paris en 1972 ; elle se constitue en association déclarée en novembre 1983. David et Jonathan est un mouvement dans l’Église, membre de l'Inter-LGBT et de la Fédération des Réseaux du Parvis. Divers groupes (20 à 25 selon les années) se forment à Paris et dans les régions françaises pour obtenir reconnaissance et pleine intégration dans l'Église. Ils présentent une motion en ce sens lors du congrès d’« Arcadie », en 1979. David et Jonathan qui se défend d'être une Gay Church, une église homosexuelle, publie un périodique intitulé David et Jonathan, nom qui lui est associé plus communément que son nom officiel de « Christianisme et homophilie ». Son premier bulletin affirme : « Nous rejetons formellement tout a priori de péché en ce qui concerne l'homophilie… Les pulsions échappent à notre volonté; elles viennent de Dieu, notre Créateur ». David et Jonathan a participé en 1982 à la création du Forum Européen des Groupes Chrétiens gais et Lesbiens. C'est une association mixte depuis l'origine. Le pourcentage de femmes en son sein augmente et s'élève en 2012 à environ 25 % mais cela est très variable d'un groupe local à l'autre.

### Communauté du Christ Libérateur
La Communauté du Christ Libérateur est une organisation œcuménique née officiellement à Bruxelles en 1974. C'est Jacques Taminiau, de tradition catholique mais ayant étudié la théologie à la Faculté de théologie protestante de Bruxelles, qui en est à l'origine. Elle a, dans un premier temps, pour but premier de permettre à des gais chrétiens, principalement catholiques, de se retrouver pour partager leurs questions et leur vie, tout en développant des revendications de reconnaissance à l'égard de leurs responsables ecclésiastiques. La CCL n'a jamais voulu devenir une « Gay Church » et ne veut pas remplacer les paroisses. La CCL a adopté une charte au début des années 2000. Elle est la plus vieille association LGBT toujours active en Belgique.

### Antenne inclusive
À Strasbourg, en France, l'Antenne Inclusive est créée par les pasteurs Christophe Kocher et Joan Charras Sancho, en 2013 autour des discussions sur le mariage pour tous rassemble des personnes LBGTIQ+ croyantes. En mai 2020, le pasteur de l'église Saint-Guillaume bénit, dans ce cadre, le mariage de deux homosexuels catholiques.

## Mouvement de chrétiens gay pro-célibat
Il existe un mouvement de personnes qui se considèrent « chrétiens gays », mais qui choisissent le célibat,. Le mouvement se positionne contre les libéraux et les conservateurs. Se reconnaissant comme gays ou bisexuels, ces jeunes pensent que leur attirance pour des personnes de même sexe, bien que présente, ne leur permet pas d'avoir des relations homosexuelles. Ils disent que leur conversion chrétienne n'a pas changé instantanément leurs désirs sexuels. Ils insistent sur le fait que l'église doit toujours rejeter les pratiques homosexuelles, mais qu'elle doit accueillir les personnes gays.

## Mouvement ex-gay
Diverses organisations chrétiennes ont été impliquées dans le mouvement ex-gay. Love in Action, fondé en 1973, a été la première aux États-Unis. En 1976, ses membres ont fondé Exodus International, un organisme chrétien (plus particulièrement protestant et évangélique) aux États-Unis et dans divers pays du monde. L'organisation catholique Courage international a été fondée en 1980.
Les thérapies de conversion pour les personnes souhaitant changer d'orientation sexuelle ont été associées au mouvement.
Certaines personnes affirment ne plus être gays depuis qu’ils sont devenues chrétiens, sans avoir eu recours à une thérapie de conversion,. Ils insistent sur l’importance de l’amour pour les personnes homosexuelles, mais croient avoir le droit de partager leurs histoires d'ex-gays.

## Critiques
En 2005, le pasteur baptiste Al Sharpton a reproché aux megachurches de se concentrer sur la « morale de la chambre à coucher », soit des déclarations contre le mariage homosexuel et l’avortement, en ignorant les problèmes de justice sociale, comme l'immoralité de la guerre et l'érosion de la discrimination positive.
En 2015, le théologien américain L. Gregory Jones a critiqué certaines églises chrétiennes pour leurs manques d’efforts à intéresser les jeunes à la foi chrétienne de façon pertinente, tout en mettant beaucoup d’énergie à parler négativement de l’homosexualité, ce qui ennuie ainsi encore davantage les jeunes qui veulent travailler avec le monde entier.

#### Ouvrages universitaires
- John Boswell, Christianisme, tolérance sociale et homosexualité, Paris, Gallimard, 1985.
- John Boswell, Les unions de même sexe dans l'Europe antique et médiévale, Fayard, Coll. « Nouvelles études historiques », Paris, 1996, 540 p.
- Hélène Buisson-Fenet, Un sexe problématique, l'Église et l'homosexualité masculine en France (1971-2000), Presses de l'Université de Vincennes, 2004.
- (en) Michael Cobb, God Hates Fags: The Rhetorics of Religious Violence, New York University Press, 2006.
- Isabelle Graesslé, Pierre Bühler, Christoph D. Müller (éd.), Qui a peur des homosexuel-les ? : Évaluation et discussions autour des prises de position des Églises protestantes de Suisse, Labor et Fides, Genève, 2001.
- (en) Keith Hartman, Congregations in Conflict: The Battle over Homosexuality, Rutgers University Press, 1996.
- (en) Didi Herman, The Antigay Agenda: Orthodox Vision and the Christian Right, University of Chicago Press, 1998.
- Pierre Hurteau, Homosexualités masculines et religions du monde, Éditions L'Harmattan, 1er novembre 2017, 2e éd. (ISBN 978-2-343-13024-8, OCLC 1014161614, BNF 45383392), p. 167-235..
- Mark Jordan, L'Invention de la sodomie dans la théologie médiévale, Paris, EPEL, 2007.
- Thomas Römer, Loyse Bonjour, L'Homosexualité dans le Proche-Orient ancien et la Bible, Labor et Fides, Genève, 2005.
- Xavier Thévenot (de)[NB 1], Homosexualités masculines et morale chrétienne, Éd. du Cerf, Paris, 2006 [1985], Coll. « Recherches morales », no 9, 326 p.
- (en) Melissa Wilcox, Coming Out in Christianity: Religion, Identity, and Community, Indiana University Press, 2003.

#### Autres ouvrages
- Tony Anatrella[NB 2], La différence interdite, Ed. Flammarion, 1998, 282 p.
- Tony Anatrella, Le règne de Narcisse - Les enjeux du déni de la différence sexuelle, Ed. Presses de la Renaissance, 2005, 252 p.
- Philippe Auzenet[NB 3],  Parler de l'homosexualité, Éditions du Jubilé-Sarment, 2006, 320 p.
- Collectif[NB 4], À propos de l'homosexualité, Ed. Kerygma, 1994, 55 p.
- Collectif[NB 5], Homosexualité aujourd'hui, Ed. Barnabas, 94 p.
- Collectif[NB 6], Foi, espérance et homosexualité, Ed. MB, 2000, 88 p.
- Élian Cuvillier et Charles Nicolas, Bénir les couples homosexuels? Les enjeux d'un débat entre protestants, Olivétan, Lyon, 2015, 192 p.  (ISBN 9782354793388).
- « David et Jonathan[NB 7]», Les homosexuels ont-ils une âme ?, L'Harmattan, Paris, 2008, 244 p.
- Sébastien Doane, Sortir la Bible du placard: La sexualité de la Genèse à l’Apocalypse, Montréal, Fides, 2019.
- Marc-Antoine Costa de Beauregard[NB 8], Regard chrétien sur l'homosexualité, L’Œuvre éditions, 2013.
- Jean-Baptiste Edart[NB 9], Innocent Himbaza[NB 10] et Adrien Schenker[NB 11], Clarifications sur l'homosexualité dans la Bible, Paris, Ed. Cerf, 2007.  (ISBN 978-2-204-08336-2).
- Evangile et liberté[NB 12], no 163, février 2003.
- Daniel Helminiak[NB 13], Ce que la Bible dit vraiment de l'homosexualité, Institut Sanofi-Synthélabo, Les Empêcheurs de penser en rond, 2005.
- Journées internationales de jurisprudence canonique (1985), Jean Schlick, (éditeur scientifique), Marie Zimmermann, (éditeur scientifique), L'Homosexuel(le) dans les sociétés civiles et religieuses, Cerdic, Coll. « Recherches institutionnelles », Sous-coll. « Droit et Églises », no 15, Strasbourg, 1985, 166 p.
- Xavier Lacroix[NB 14] (dir.), L'Amour du semblable : questions sur l'homosexualité, [session, 1994], Éd. du Cerf, Coll. « Recherches morales », Sous-coll. « Positions », 1995, 225 p.
- Claire Lesegretain[NB 15], Les chrétiens et l'homosexualité : l'enquête, Presses de la Renaissance, 2004, 402 p.
- « La Maison verte[NB 16] », « David et Jonathan », Livre noir, gris, blanc de l’homophobie religieuse. Livre 1 : homophobie dans les églises chrétiennes, 17 mai 2010, 31 p.
- Frédéric Martel, Sodoma, enquête au cœur du Vatican, Robert Laffont, 2019, 638 p.  (ISBN 222122082X).
- John J. McNeill[NB 17], L'Église et l'homosexuel : un plaidoyer. Suivi d'un dossier critique, Labor et Fides, Genève, 1982.
- J. J. Meylan[NB 18], A. Ostertag, L'amour mal-aimé, Ed. Vivre, 2005, 104 p.
- Guy Ménard, De Sodome à l’Exode : jalons pour une théologie de la libération gaie, Laval (Canada), G. Saint-Jean, 1982.
- Patrick Négrier, Contre l'homophobie. L'homosexualité dans la Bible, Cartouche, 2010.
- Patrick Négrier, Homosexualité, éthique et droit dans la Bible, Gorron, Dualpha 2022.
- Jacques Perotti, Un prêtre parle : « Je ne peux plus cacher la vérité », édition Filipacchi, 1995.
- Thomas E. Schmidt[NB 19], L’Homosexualité - Perspectives bibliques et réalités contemporaines, Ed. Excelsis, 2002, 256 p.
- Xavier Thévenot, Mon fils est homosexuel !: comment réagir ?, comment l'accompagner ?, Éd. Saint Augustin, « L'aire de la famille », Saint-Maurice (Suisse), 2001.
- Jean Zumstein[NB 20], « Sur l'amour dans la Bible », Cahiers bibliques, no 39, (en vente 47, rue de Clichy, Paris, France).